# Dinosauria
I dinosauri (Dinosauria Owen, 1842) sono un gruppo di sauropsidi diapsidi molto diversificati comparsi durante il Triassico superiore (circa 230 milioni di anni fa) molto probabilmente nel supercontinente Gondwana, nella parte che oggi è l'America Meridionale. Furono gli animali dominanti durante l'Era mesozoica e la maggioranza si estinse alla fine di tale era. Oggi il clado Dinosauria è rappresentato dagli uccelli neorniti, diffusi in tutto il mondo.
I dinosauri sono un gruppo di animali molto diversificato: i soli uccelli censiti contano oltre 9 000 specie. Basandosi sui fossili, i paleontologi hanno identificato oltre 500 generi distinti e più di 1 000 specie di dinosauri non aviani. I dinosauri sono rappresentati su ogni continente sia da specie fossili sia da specie attuali (gli uccelli). Alcuni dinosauri erano erbivori, altri carnivori. Molti di essi erano bipedi, mentre altri erano quadrupedi o semibipedi. Molte specie possiedono elaborate strutture “da parata”, come corna e creste (tra i gruppi maggiori ci sono Cerapoda, Ceratosauria, Ornithomimosauria e moltissimi uccelli odierni), e alcuni gruppi estinti svilupparono anche modificazioni scheletriche come armature d'osso e spine (Thyreophora e Marginocephalia). I dinosauri aviani sono i vertebrati volanti dominanti fin dall'estinzione degli pterosauri e le prove suggeriscono che tutti i dinosauri costruissero nidi e deponessero uova, così come fanno gli uccelli odierni. I dinosauri variavano molto in taglia e peso: i più piccoli teropodi adulti erano lunghi meno di un metro, mentre i più grandi dinosauri sauropodi potevano raggiungere lunghezze di quasi cinquanta metri ed erano alti decine di metri.
La parola greca dinosauro, coniata dopo i primi ritrovamenti fossili e il riconoscimento che si trattava di resti di rettili, significa "lucertola mostruosa" ("lucertola terribile"), tuttavia i dinosauri non sono filogenicamente lucertole nell'accezione scientifica moderna, costituendo un gruppo ben separato. Il termine dinosauro è anche usato estensivamente, ma non correttamente sul piano tassonomico, per indicare ogni grande rettile vissuto nel Paleozoico e nel Mesozoico, come il pelicosauro Dimetrodon, gli pterosauri alati e gli acquatici ittiosauri, plesiosauri, mosasauri. Fino alla prima metà del Novecento gran parte della comunità scientifica riteneva che i dinosauri fossero lenti, poco intelligenti e a sangue freddo. Numerose ricerche a partire dagli anni settanta hanno però indicato che i dinosauri erano animali attivi con un elevato metabolismo e numerosi adattamenti per l'interazione sociale.

## Etimologia
Il superordine "Dinosauria" deve il suo nome al paleontologo inglese Richard Owen, che lo coniò nel 1842. Il termine è una combinazione di alcune parole greche δεινός/deinós (pr. classica: [dei̯nǒs]; pr. moderna: [ðiˈnos̠]; "straordinario" in senso etimologico) e σαῦρος/saûros (pr. classica: [sâu̯ros]; pr. moderna: [ˈsavros̠]; "rettile" o meglio "lucertola").
I nomi di quasi tutti i dinosauri derivano da parole greche o latine. Una buona parte dei nomi di dinosauri termina con -saurus, che secondo alcuni scienziati vuol dire "lucertola" e secondo altri "rettile", anche se il significato più corretto sarebbe "rettile" perché i dinosauri non sono propriamente delle lucertole anche se possono sembrarlo a tutta prima in scala. I nomi dei dinosauri sono formati da due o tre parole, un esempio può essere il dilofosauro (Dilophosaurus wetherilli), nome formato dalle tre parole Dis (due), Lophus (cresta/e), Saurus (rettile). Dunque il significato completo sarebbe "Rettile dalle due creste". Non di rado capita che un dinosauro prenda un nome da chi lo ha scoperto o da un posto dove venne ritrovato. In altri casi il nome viene dedicato a un grande studioso o a comunque un'altra persona: due esempi sono l'Othnielia, nome dedicato al paleontologo Othniel Charles Marsh o la Leaellynasaura, dedicato alla figlia dello scopritore, Lea Ellyn.

## Definizione
(Piero Angela (1993))

### Definizione filogenetica
Nella tassonomia filogenetica i dinosauri sono solitamente definiti come un gruppo che consiste nel Triceratops, i neorniti (uccelli odierni) e il loro ultimo antenato comune (UAC), e tutti i loro discendenti. È stato anche suggerito che Dinosauria venga definita tenendo in mente l'UAC di Megalosaurus e Iguanodon, siccome questi erano tra i tre generi citati da Richard Owen quando riconobbe la validità di Dinosauria. Entrambe queste definizioni hanno come risultato l'inclusione in Dinosauria degli stessi gruppi di animali: "Dinosauria = Ornithischia + Saurischia", che consiste nei teropodi (gli uccelli e varie forme bipede e soprattutto carnivore), anchilosauri (quadrupedi erbivori corazzati), stegosauri (quadrupedi erbivori forniti da piastre lungo la schiena), ceratopsi (quadrupedi erbivori cornuti e crestati), ornitopodi (erbivori quadrupedi o bipedi che includono i cosiddetti "becchi d'anatra"), e i sauropodomorfi (quadrupedi erbivori con colli e code lunghe).
Gli uccelli sono oggi riconosciuti come l'unica stirpe sopravvissuta dei dinosauri teropodi. Nella tassonomia tradizionale gli uccelli erano considerati come una classe evolutasi separatamente dai dinosauri. La maggior parte dei paleontologi contemporanei respinge tale metodo tradizionale di classificazione in favore alla nomenclatura filogenetica, cioè per considerare naturale un gruppo, tutti i discendenti dei suoi membri debbono essere inclusi in esso: gli uccelli quindi sono classificati come appartenenti al sottogruppo Maniraptora dei celurosauri, cioè teropodi, che sono saurischi, quindi dinosauri.
Albero filogenetico dei dinosauri entro gli arcosauri.
|            | †Ornithischia                                                  |
|            |                                                                |
| Saurischia | \| \| †Sauropodomorpha \| \| \| \| \| \| Theropoda \| \| \| \| |
|            | \| \| †Sauropodomorpha \| \| \| \| \| \| Theropoda \| \| \| \| |
|            | †Sauropodomorpha                                               |
|            |                                                                |
|            | Theropoda                                                      |
|            |                                                                |

|  | †Sauropodomorpha |
|  |                  |
|  | Theropoda        |
|  |                  |

|            | †Ornithischia                                                  |
|            |                                                                |
| Saurischia | \| \| †Sauropodomorpha \| \| \| \| \| \| Theropoda \| \| \| \| |
|            | \| \| †Sauropodomorpha \| \| \| \| \| \| Theropoda \| \| \| \| |
|            | †Sauropodomorpha                                               |
|            |                                                                |
|            | Theropoda                                                      |
|            |                                                                |

|  | †Sauropodomorpha |
|  |                  |
|  | Theropoda        |
|  |                  |

|            | †Ornithischia                                                  |
|            |                                                                |
| Saurischia | \| \| †Sauropodomorpha \| \| \| \| \| \| Theropoda \| \| \| \| |
|            | \| \| †Sauropodomorpha \| \| \| \| \| \| Theropoda \| \| \| \| |
|            | †Sauropodomorpha                                               |
|            |                                                                |
|            | Theropoda                                                      |
|            |                                                                |

|  | †Sauropodomorpha |
|  |                  |
|  | Theropoda        |
|  |                  |

|            | †Ornithischia                                                  |
|            |                                                                |
| Saurischia | \| \| †Sauropodomorpha \| \| \| \| \| \| Theropoda \| \| \| \| |
|            | \| \| †Sauropodomorpha \| \| \| \| \| \| Theropoda \| \| \| \| |
|            | †Sauropodomorpha                                               |
|            |                                                                |
|            | Theropoda                                                      |
|            |                                                                |

|  | †Sauropodomorpha |
|  |                  |
|  | Theropoda        |
|  |                  |

|            | †Ornithischia                                                  |
|            |                                                                |
| Saurischia | \| \| †Sauropodomorpha \| \| \| \| \| \| Theropoda \| \| \| \| |
|            | \| \| †Sauropodomorpha \| \| \| \| \| \| Theropoda \| \| \| \| |
|            | †Sauropodomorpha                                               |
|            |                                                                |
|            | Theropoda                                                      |
|            |                                                                |

|  | †Sauropodomorpha |
|  |                  |
|  | Theropoda        |
|  |                  |

|            | †Ornithischia                                                  |
|            |                                                                |
| Saurischia | \| \| †Sauropodomorpha \| \| \| \| \| \| Theropoda \| \| \| \| |
|            | \| \| †Sauropodomorpha \| \| \| \| \| \| Theropoda \| \| \| \| |
|            | †Sauropodomorpha                                               |
|            |                                                                |
|            | Theropoda                                                      |
|            |                                                                |

|  | †Sauropodomorpha |
|  |                  |
|  | Theropoda        |
|  |                  |

|            | †Ornithischia                                                  |
|            |                                                                |
| Saurischia | \| \| †Sauropodomorpha \| \| \| \| \| \| Theropoda \| \| \| \| |
|            | \| \| †Sauropodomorpha \| \| \| \| \| \| Theropoda \| \| \| \| |
|            | †Sauropodomorpha                                               |
|            |                                                                |
|            | Theropoda                                                      |
|            |                                                                |

|  | †Sauropodomorpha |
|  |                  |
|  | Theropoda        |
|  |                  |

|            | †Ornithischia                                                  |
|            |                                                                |
| Saurischia | \| \| †Sauropodomorpha \| \| \| \| \| \| Theropoda \| \| \| \| |
|            | \| \| †Sauropodomorpha \| \| \| \| \| \| Theropoda \| \| \| \| |
|            | †Sauropodomorpha                                               |
|            |                                                                |
|            | Theropoda                                                      |
|            |                                                                |

|  | †Sauropodomorpha |
|  |                  |
|  | Theropoda        |
|  |                  |

|            | †Ornithischia                                                  |
|            |                                                                |
| Saurischia | \| \| †Sauropodomorpha \| \| \| \| \| \| Theropoda \| \| \| \| |
|            | \| \| †Sauropodomorpha \| \| \| \| \| \| Theropoda \| \| \| \| |
|            | †Sauropodomorpha                                               |
|            |                                                                |
|            | Theropoda                                                      |
|            |                                                                |

|  | †Sauropodomorpha |
|  |                  |
|  | Theropoda        |
|  |                  |

|            | †Ornithischia                                                  |
|            |                                                                |
| Saurischia | \| \| †Sauropodomorpha \| \| \| \| \| \| Theropoda \| \| \| \| |
|            | \| \| †Sauropodomorpha \| \| \| \| \| \| Theropoda \| \| \| \| |
|            | †Sauropodomorpha                                               |
|            |                                                                |
|            | Theropoda                                                      |
|            |                                                                |

|  | †Sauropodomorpha |
|  |                  |
|  | Theropoda        |
|  |                  |

|            | †Ornithischia                                                  |
|            |                                                                |
| Saurischia | \| \| †Sauropodomorpha \| \| \| \| \| \| Theropoda \| \| \| \| |
|            | \| \| †Sauropodomorpha \| \| \| \| \| \| Theropoda \| \| \| \| |
|            | †Sauropodomorpha                                               |
|            |                                                                |
|            | Theropoda                                                      |
|            |                                                                |

|  | †Sauropodomorpha |
|  |                  |
|  | Theropoda        |
|  |                  |

|            | †Ornithischia                                                  |
|            |                                                                |
| Saurischia | \| \| †Sauropodomorpha \| \| \| \| \| \| Theropoda \| \| \| \| |
|            | \| \| †Sauropodomorpha \| \| \| \| \| \| Theropoda \| \| \| \| |
|            | †Sauropodomorpha                                               |
|            |                                                                |
|            | Theropoda                                                      |
|            |                                                                |

|  | †Sauropodomorpha |
|  |                  |
|  | Theropoda        |
|  |                  |

|            | †Ornithischia                                                  |
|            |                                                                |
| Saurischia | \| \| †Sauropodomorpha \| \| \| \| \| \| Theropoda \| \| \| \| |
|            | \| \| †Sauropodomorpha \| \| \| \| \| \| Theropoda \| \| \| \| |
|            | †Sauropodomorpha                                               |
|            |                                                                |
|            | Theropoda                                                      |
|            |                                                                |

|  | †Sauropodomorpha |
|  |                  |
|  | Theropoda        |
|  |                  |

|            | †Ornithischia                                                  |
|            |                                                                |
| Saurischia | \| \| †Sauropodomorpha \| \| \| \| \| \| Theropoda \| \| \| \| |
|            | \| \| †Sauropodomorpha \| \| \| \| \| \| Theropoda \| \| \| \| |
|            | †Sauropodomorpha                                               |
|            |                                                                |
|            | Theropoda                                                      |
|            |                                                                |

|  | †Sauropodomorpha |
|  |                  |
|  | Theropoda        |
|  |                  |

|            | †Ornithischia                                                  |
|            |                                                                |
| Saurischia | \| \| †Sauropodomorpha \| \| \| \| \| \| Theropoda \| \| \| \| |
|            | \| \| †Sauropodomorpha \| \| \| \| \| \| Theropoda \| \| \| \| |
|            | †Sauropodomorpha                                               |
|            |                                                                |
|            | Theropoda                                                      |
|            |                                                                |

|  | †Sauropodomorpha |
|  |                  |
|  | Theropoda        |
|  |                  |

|            | †Ornithischia                                                  |
|            |                                                                |
| Saurischia | \| \| †Sauropodomorpha \| \| \| \| \| \| Theropoda \| \| \| \| |
|            | \| \| †Sauropodomorpha \| \| \| \| \| \| Theropoda \| \| \| \| |
|            | †Sauropodomorpha                                               |
|            |                                                                |
|            | Theropoda                                                      |
|            |                                                                |

|  | †Sauropodomorpha |
|  |                  |
|  | Theropoda        |
|  |                  |

|            | †Ornithischia                                                  |
|            |                                                                |
| Saurischia | \| \| †Sauropodomorpha \| \| \| \| \| \| Theropoda \| \| \| \| |
|            | \| \| †Sauropodomorpha \| \| \| \| \| \| Theropoda \| \| \| \| |
|            | †Sauropodomorpha                                               |
|            |                                                                |
|            | Theropoda                                                      |
|            |                                                                |

|  | †Sauropodomorpha |
|  |                  |
|  | Theropoda        |
|  |                  |

|            | †Ornithischia                                                  |
|            |                                                                |
| Saurischia | \| \| †Sauropodomorpha \| \| \| \| \| \| Theropoda \| \| \| \| |
|            | \| \| †Sauropodomorpha \| \| \| \| \| \| Theropoda \| \| \| \| |
|            | †Sauropodomorpha                                               |
|            |                                                                |
|            | Theropoda                                                      |
|            |                                                                |

|  | †Sauropodomorpha |
|  |                  |
|  | Theropoda        |
|  |                  |

|            | †Ornithischia                                                  |
|            |                                                                |
| Saurischia | \| \| †Sauropodomorpha \| \| \| \| \| \| Theropoda \| \| \| \| |
|            | \| \| †Sauropodomorpha \| \| \| \| \| \| Theropoda \| \| \| \| |
|            | †Sauropodomorpha                                               |
|            |                                                                |
|            | Theropoda                                                      |
|            |                                                                |

|  | †Sauropodomorpha |
|  |                  |
|  | Theropoda        |
|  |                  |

|            | †Ornithischia                                                  |
|            |                                                                |
| Saurischia | \| \| †Sauropodomorpha \| \| \| \| \| \| Theropoda \| \| \| \| |
|            | \| \| †Sauropodomorpha \| \| \| \| \| \| Theropoda \| \| \| \| |
|            | †Sauropodomorpha                                               |
|            |                                                                |
|            | Theropoda                                                      |
|            |                                                                |

|  | †Sauropodomorpha |
|  |                  |
|  | Theropoda        |
|  |                  |

|            | †Ornithischia                                                  |
|            |                                                                |
| Saurischia | \| \| †Sauropodomorpha \| \| \| \| \| \| Theropoda \| \| \| \| |
|            | \| \| †Sauropodomorpha \| \| \| \| \| \| Theropoda \| \| \| \| |
|            | †Sauropodomorpha                                               |
|            |                                                                |
|            | Theropoda                                                      |
|            |                                                                |

|  | †Sauropodomorpha |
|  |                  |
|  | Theropoda        |
|  |                  |

|            | †Ornithischia                                                  |
|            |                                                                |
| Saurischia | \| \| †Sauropodomorpha \| \| \| \| \| \| Theropoda \| \| \| \| |
|            | \| \| †Sauropodomorpha \| \| \| \| \| \| Theropoda \| \| \| \| |
|            | †Sauropodomorpha                                               |
|            |                                                                |
|            | Theropoda                                                      |
|            |                                                                |

|  | †Sauropodomorpha |
|  |                  |
|  | Theropoda        |
|  |                  |

|            | †Ornithischia                                                  |
|            |                                                                |
| Saurischia | \| \| †Sauropodomorpha \| \| \| \| \| \| Theropoda \| \| \| \| |
|            | \| \| †Sauropodomorpha \| \| \| \| \| \| Theropoda \| \| \| \| |
|            | †Sauropodomorpha                                               |
|            |                                                                |
|            | Theropoda                                                      |
|            |                                                                |

|  | †Sauropodomorpha |
|  |                  |
|  | Theropoda        |
|  |                  |

|            | †Ornithischia                                                  |
|            |                                                                |
| Saurischia | \| \| †Sauropodomorpha \| \| \| \| \| \| Theropoda \| \| \| \| |
|            | \| \| †Sauropodomorpha \| \| \| \| \| \| Theropoda \| \| \| \| |
|            | †Sauropodomorpha                                               |
|            |                                                                |
|            | Theropoda                                                      |
|            |                                                                |

|  | †Sauropodomorpha |
|  |                  |
|  | Theropoda        |
|  |                  |

|            | †Ornithischia                                                  |
|            |                                                                |
| Saurischia | \| \| †Sauropodomorpha \| \| \| \| \| \| Theropoda \| \| \| \| |
|            | \| \| †Sauropodomorpha \| \| \| \| \| \| Theropoda \| \| \| \| |
|            | †Sauropodomorpha                                               |
|            |                                                                |
|            | Theropoda                                                      |
|            |                                                                |

|  | †Sauropodomorpha |
|  |                  |
|  | Theropoda        |
|  |                  |

|            | †Ornithischia                                                  |
|            |                                                                |
| Saurischia | \| \| †Sauropodomorpha \| \| \| \| \| \| Theropoda \| \| \| \| |
|            | \| \| †Sauropodomorpha \| \| \| \| \| \| Theropoda \| \| \| \| |
|            | †Sauropodomorpha                                               |
|            |                                                                |
|            | Theropoda                                                      |
|            |                                                                |

|  | †Sauropodomorpha |
|  |                  |
|  | Theropoda        |
|  |                  |

|            | †Ornithischia                                                  |
|            |                                                                |
| Saurischia | \| \| †Sauropodomorpha \| \| \| \| \| \| Theropoda \| \| \| \| |
|            | \| \| †Sauropodomorpha \| \| \| \| \| \| Theropoda \| \| \| \| |
|            | †Sauropodomorpha                                               |
|            |                                                                |
|            | Theropoda                                                      |
|            |                                                                |

|  | †Sauropodomorpha |
|  |                  |
|  | Theropoda        |
|  |                  |

|            | †Ornithischia                                                  |
|            |                                                                |
| Saurischia | \| \| †Sauropodomorpha \| \| \| \| \| \| Theropoda \| \| \| \| |
|            | \| \| †Sauropodomorpha \| \| \| \| \| \| Theropoda \| \| \| \| |
|            | †Sauropodomorpha                                               |
|            |                                                                |
|            | Theropoda                                                      |
|            |                                                                |

|  | †Sauropodomorpha |
|  |                  |
|  | Theropoda        |
|  |                  |

|            | †Ornithischia                                                  |
|            |                                                                |
| Saurischia | \| \| †Sauropodomorpha \| \| \| \| \| \| Theropoda \| \| \| \| |
|            | \| \| †Sauropodomorpha \| \| \| \| \| \| Theropoda \| \| \| \| |
|            | †Sauropodomorpha                                               |
|            |                                                                |
|            | Theropoda                                                      |
|            |                                                                |

|  | †Sauropodomorpha |
|  |                  |
|  | Theropoda        |
|  |                  |

|            | †Ornithischia                                                  |
|            |                                                                |
| Saurischia | \| \| †Sauropodomorpha \| \| \| \| \| \| Theropoda \| \| \| \| |
|            | \| \| †Sauropodomorpha \| \| \| \| \| \| Theropoda \| \| \| \| |
|            | †Sauropodomorpha                                               |
|            |                                                                |
|            | Theropoda                                                      |
|            |                                                                |

|  | †Sauropodomorpha |
|  |                  |
|  | Theropoda        |
|  |                  |

|            | †Ornithischia                                                  |
|            |                                                                |
| Saurischia | \| \| †Sauropodomorpha \| \| \| \| \| \| Theropoda \| \| \| \| |
|            | \| \| †Sauropodomorpha \| \| \| \| \| \| Theropoda \| \| \| \| |
|            | †Sauropodomorpha                                               |
|            |                                                                |
|            | Theropoda                                                      |
|            |                                                                |

|  | †Sauropodomorpha |
|  |                  |
|  | Theropoda        |
|  |                  |

|            | †Ornithischia                                                  |
|            |                                                                |
| Saurischia | \| \| †Sauropodomorpha \| \| \| \| \| \| Theropoda \| \| \| \| |
|            | \| \| †Sauropodomorpha \| \| \| \| \| \| Theropoda \| \| \| \| |
|            | †Sauropodomorpha                                               |
|            |                                                                |
|            | Theropoda                                                      |
|            |                                                                |

|  | †Sauropodomorpha |
|  |                  |
|  | Theropoda        |
|  |                  |

|            | †Ornithischia                                                  |
|            |                                                                |
| Saurischia | \| \| †Sauropodomorpha \| \| \| \| \| \| Theropoda \| \| \| \| |
|            | \| \| †Sauropodomorpha \| \| \| \| \| \| Theropoda \| \| \| \| |
|            | †Sauropodomorpha                                               |
|            |                                                                |
|            | Theropoda                                                      |
|            |                                                                |

|  | †Sauropodomorpha |
|  |                  |
|  | Theropoda        |
|  |                  |

|            | †Ornithischia                                                  |
|            |                                                                |
| Saurischia | \| \| †Sauropodomorpha \| \| \| \| \| \| Theropoda \| \| \| \| |
|            | \| \| †Sauropodomorpha \| \| \| \| \| \| Theropoda \| \| \| \| |
|            | †Sauropodomorpha                                               |
|            |                                                                |
|            | Theropoda                                                      |
|            |                                                                |

|  | †Sauropodomorpha |
|  |                  |
|  | Theropoda        |
|  |                  |

|            | †Ornithischia                                                  |
|            |                                                                |
| Saurischia | \| \| †Sauropodomorpha \| \| \| \| \| \| Theropoda \| \| \| \| |
|            | \| \| †Sauropodomorpha \| \| \| \| \| \| Theropoda \| \| \| \| |
|            | †Sauropodomorpha                                               |
|            |                                                                |
|            | Theropoda                                                      |
|            |                                                                |

|  | †Sauropodomorpha |
|  |                  |
|  | Theropoda        |
|  |                  |

|            | †Ornithischia                                                  |
|            |                                                                |
| Saurischia | \| \| †Sauropodomorpha \| \| \| \| \| \| Theropoda \| \| \| \| |
|            | \| \| †Sauropodomorpha \| \| \| \| \| \| Theropoda \| \| \| \| |
|            | †Sauropodomorpha                                               |
|            |                                                                |
|            | Theropoda                                                      |
|            |                                                                |

|  | †Sauropodomorpha |
|  |                  |
|  | Theropoda        |
|  |                  |

|            | †Ornithischia                                                  |
|            |                                                                |
| Saurischia | \| \| †Sauropodomorpha \| \| \| \| \| \| Theropoda \| \| \| \| |
|            | \| \| †Sauropodomorpha \| \| \| \| \| \| Theropoda \| \| \| \| |
|            | †Sauropodomorpha                                               |
|            |                                                                |
|            | Theropoda                                                      |
|            |                                                                |

|  | †Sauropodomorpha |
|  |                  |
|  | Theropoda        |
|  |                  |

|            | †Ornithischia                                                  |
|            |                                                                |
| Saurischia | \| \| †Sauropodomorpha \| \| \| \| \| \| Theropoda \| \| \| \| |
|            | \| \| †Sauropodomorpha \| \| \| \| \| \| Theropoda \| \| \| \| |
|            | †Sauropodomorpha                                               |
|            |                                                                |
|            | Theropoda                                                      |
|            |                                                                |

|  | †Sauropodomorpha |
|  |                  |
|  | Theropoda        |
|  |                  |

|            | †Ornithischia                                                  |
|            |                                                                |
| Saurischia | \| \| †Sauropodomorpha \| \| \| \| \| \| Theropoda \| \| \| \| |
|            | \| \| †Sauropodomorpha \| \| \| \| \| \| Theropoda \| \| \| \| |
|            | †Sauropodomorpha                                               |
|            |                                                                |
|            | Theropoda                                                      |
|            |                                                                |

|  | †Sauropodomorpha |
|  |                  |
|  | Theropoda        |
|  |                  |

|            | †Ornithischia                                                  |
|            |                                                                |
| Saurischia | \| \| †Sauropodomorpha \| \| \| \| \| \| Theropoda \| \| \| \| |
|            | \| \| †Sauropodomorpha \| \| \| \| \| \| Theropoda \| \| \| \| |
|            | †Sauropodomorpha                                               |
|            |                                                                |
|            | Theropoda                                                      |
|            |                                                                |

|  | †Sauropodomorpha |
|  |                  |
|  | Theropoda        |
|  |                  |

|            | †Ornithischia                                                  |
|            |                                                                |
| Saurischia | \| \| †Sauropodomorpha \| \| \| \| \| \| Theropoda \| \| \| \| |
|            | \| \| †Sauropodomorpha \| \| \| \| \| \| Theropoda \| \| \| \| |
|            | †Sauropodomorpha                                               |
|            |                                                                |
|            | Theropoda                                                      |
|            |                                                                |

|  | †Sauropodomorpha |
|  |                  |
|  | Theropoda        |
|  |                  |

|            | †Ornithischia                                                  |
|            |                                                                |
| Saurischia | \| \| †Sauropodomorpha \| \| \| \| \| \| Theropoda \| \| \| \| |
|            | \| \| †Sauropodomorpha \| \| \| \| \| \| Theropoda \| \| \| \| |
|            | †Sauropodomorpha                                               |
|            |                                                                |
|            | Theropoda                                                      |
|            |                                                                |

|  | †Sauropodomorpha |
|  |                  |
|  | Theropoda        |
|  |                  |

|            | †Ornithischia                                                  |
|            |                                                                |
| Saurischia | \| \| †Sauropodomorpha \| \| \| \| \| \| Theropoda \| \| \| \| |
|            | \| \| †Sauropodomorpha \| \| \| \| \| \| Theropoda \| \| \| \| |
|            | †Sauropodomorpha                                               |
|            |                                                                |
|            | Theropoda                                                      |
|            |                                                                |

|  | †Sauropodomorpha |
|  |                  |
|  | Theropoda        |
|  |                  |

|            | †Ornithischia                                                  |
|            |                                                                |
| Saurischia | \| \| †Sauropodomorpha \| \| \| \| \| \| Theropoda \| \| \| \| |
|            | \| \| †Sauropodomorpha \| \| \| \| \| \| Theropoda \| \| \| \| |
|            | †Sauropodomorpha                                               |
|            |                                                                |
|            | Theropoda                                                      |
|            |                                                                |

|  | †Sauropodomorpha |
|  |                  |
|  | Theropoda        |
|  |                  |

|            | †Ornithischia                                                  |
|            |                                                                |
| Saurischia | \| \| †Sauropodomorpha \| \| \| \| \| \| Theropoda \| \| \| \| |
|            | \| \| †Sauropodomorpha \| \| \| \| \| \| Theropoda \| \| \| \| |
|            | †Sauropodomorpha                                               |
|            |                                                                |
|            | Theropoda                                                      |
|            |                                                                |

|  | †Sauropodomorpha |
|  |                  |
|  | Theropoda        |
|  |                  |

|            | †Ornithischia                                                  |
|            |                                                                |
| Saurischia | \| \| †Sauropodomorpha \| \| \| \| \| \| Theropoda \| \| \| \| |
|            | \| \| †Sauropodomorpha \| \| \| \| \| \| Theropoda \| \| \| \| |
|            | †Sauropodomorpha                                               |
|            |                                                                |
|            | Theropoda                                                      |
|            |                                                                |

|  | †Sauropodomorpha |
|  |                  |
|  | Theropoda        |
|  |                  |

|            | †Ornithischia                                                  |
|            |                                                                |
| Saurischia | \| \| †Sauropodomorpha \| \| \| \| \| \| Theropoda \| \| \| \| |
|            | \| \| †Sauropodomorpha \| \| \| \| \| \| Theropoda \| \| \| \| |
|            | †Sauropodomorpha                                               |
|            |                                                                |
|            | Theropoda                                                      |
|            |                                                                |

|  | †Sauropodomorpha |
|  |                  |
|  | Theropoda        |
|  |                  |

|            | †Ornithischia                                                  |
|            |                                                                |
| Saurischia | \| \| †Sauropodomorpha \| \| \| \| \| \| Theropoda \| \| \| \| |
|            | \| \| †Sauropodomorpha \| \| \| \| \| \| Theropoda \| \| \| \| |
|            | †Sauropodomorpha                                               |
|            |                                                                |
|            | Theropoda                                                      |
|            |                                                                |

|  | †Sauropodomorpha |
|  |                  |
|  | Theropoda        |
|  |                  |

|            | †Ornithischia                                                  |
|            |                                                                |
| Saurischia | \| \| †Sauropodomorpha \| \| \| \| \| \| Theropoda \| \| \| \| |
|            | \| \| †Sauropodomorpha \| \| \| \| \| \| Theropoda \| \| \| \| |
|            | †Sauropodomorpha                                               |
|            |                                                                |
|            | Theropoda                                                      |
|            |                                                                |

|  | †Sauropodomorpha |
|  |                  |
|  | Theropoda        |
|  |                  |

|            | †Ornithischia                                                  |
|            |                                                                |
| Saurischia | \| \| †Sauropodomorpha \| \| \| \| \| \| Theropoda \| \| \| \| |
|            | \| \| †Sauropodomorpha \| \| \| \| \| \| Theropoda \| \| \| \| |
|            | †Sauropodomorpha                                               |
|            |                                                                |
|            | Theropoda                                                      |
|            |                                                                |

|  | †Sauropodomorpha |
|  |                  |
|  | Theropoda        |
|  |                  |

|            | †Ornithischia                                                  |
|            |                                                                |
| Saurischia | \| \| †Sauropodomorpha \| \| \| \| \| \| Theropoda \| \| \| \| |
|            | \| \| †Sauropodomorpha \| \| \| \| \| \| Theropoda \| \| \| \| |
|            | †Sauropodomorpha                                               |
|            |                                                                |
|            | Theropoda                                                      |
|            |                                                                |

|  | †Sauropodomorpha |
|  |                  |
|  | Theropoda        |
|  |                  |

|            | †Ornithischia                                                  |
|            |                                                                |
| Saurischia | \| \| †Sauropodomorpha \| \| \| \| \| \| Theropoda \| \| \| \| |
|            | \| \| †Sauropodomorpha \| \| \| \| \| \| Theropoda \| \| \| \| |
|            | †Sauropodomorpha                                               |
|            |                                                                |
|            | Theropoda                                                      |
|            |                                                                |

|  | †Sauropodomorpha |
|  |                  |
|  | Theropoda        |
|  |                  |

|            | †Ornithischia                                                  |
|            |                                                                |
| Saurischia | \| \| †Sauropodomorpha \| \| \| \| \| \| Theropoda \| \| \| \| |
|            | \| \| †Sauropodomorpha \| \| \| \| \| \| Theropoda \| \| \| \| |
|            | †Sauropodomorpha                                               |
|            |                                                                |
|            | Theropoda                                                      |
|            |                                                                |

|  | †Sauropodomorpha |
|  |                  |
|  | Theropoda        |
|  |                  |

|            | †Ornithischia                                                  |
|            |                                                                |
| Saurischia | \| \| †Sauropodomorpha \| \| \| \| \| \| Theropoda \| \| \| \| |
|            | \| \| †Sauropodomorpha \| \| \| \| \| \| Theropoda \| \| \| \| |
|            | †Sauropodomorpha                                               |
|            |                                                                |
|            | Theropoda                                                      |
|            |                                                                |

|  | †Sauropodomorpha |
|  |                  |
|  | Theropoda        |
|  |                  |

|            | †Ornithischia                                                  |
|            |                                                                |
| Saurischia | \| \| †Sauropodomorpha \| \| \| \| \| \| Theropoda \| \| \| \| |
|            | \| \| †Sauropodomorpha \| \| \| \| \| \| Theropoda \| \| \| \| |
|            | †Sauropodomorpha                                               |
|            |                                                                |
|            | Theropoda                                                      |
|            |                                                                |

|  | †Sauropodomorpha |
|  |                  |
|  | Theropoda        |
|  |                  |

|            | †Ornithischia                                                  |
|            |                                                                |
| Saurischia | \| \| †Sauropodomorpha \| \| \| \| \| \| Theropoda \| \| \| \| |
|            | \| \| †Sauropodomorpha \| \| \| \| \| \| Theropoda \| \| \| \| |
|            | †Sauropodomorpha                                               |
|            |                                                                |
|            | Theropoda                                                      |
|            |                                                                |

|  | †Sauropodomorpha |
|  |                  |
|  | Theropoda        |
|  |                  |

|            | †Ornithischia                                                  |
|            |                                                                |
| Saurischia | \| \| †Sauropodomorpha \| \| \| \| \| \| Theropoda \| \| \| \| |
|            | \| \| †Sauropodomorpha \| \| \| \| \| \| Theropoda \| \| \| \| |
|            | †Sauropodomorpha                                               |
|            |                                                                |
|            | Theropoda                                                      |
|            |                                                                |

|  | †Sauropodomorpha |
|  |                  |
|  | Theropoda        |
|  |                  |

|            | †Ornithischia                                                  |
|            |                                                                |
| Saurischia | \| \| †Sauropodomorpha \| \| \| \| \| \| Theropoda \| \| \| \| |
|            | \| \| †Sauropodomorpha \| \| \| \| \| \| Theropoda \| \| \| \| |
|            | †Sauropodomorpha                                               |
|            |                                                                |
|            | Theropoda                                                      |
|            |                                                                |

|  | †Sauropodomorpha |
|  |                  |
|  | Theropoda        |
|  |                  |

|            | †Ornithischia                                                  |
|            |                                                                |
| Saurischia | \| \| †Sauropodomorpha \| \| \| \| \| \| Theropoda \| \| \| \| |
|            | \| \| †Sauropodomorpha \| \| \| \| \| \| Theropoda \| \| \| \| |
|            | †Sauropodomorpha                                               |
|            |                                                                |
|            | Theropoda                                                      |
|            |                                                                |

|  | †Sauropodomorpha |
|  |                  |
|  | Theropoda        |
|  |                  |

|            | †Ornithischia                                                  |
|            |                                                                |
| Saurischia | \| \| †Sauropodomorpha \| \| \| \| \| \| Theropoda \| \| \| \| |
|            | \| \| †Sauropodomorpha \| \| \| \| \| \| Theropoda \| \| \| \| |
|            | †Sauropodomorpha                                               |
|            |                                                                |
|            | Theropoda                                                      |
|            |                                                                |

|  | †Sauropodomorpha |
|  |                  |
|  | Theropoda        |
|  |                  |

|            | †Ornithischia                                                  |
|            |                                                                |
| Saurischia | \| \| †Sauropodomorpha \| \| \| \| \| \| Theropoda \| \| \| \| |
|            | \| \| †Sauropodomorpha \| \| \| \| \| \| Theropoda \| \| \| \| |
|            | †Sauropodomorpha                                               |
|            |                                                                |
|            | Theropoda                                                      |
|            |                                                                |

|  | †Sauropodomorpha |
|  |                  |
|  | Theropoda        |
|  |                  |

|            | †Ornithischia                                                  |
|            |                                                                |
| Saurischia | \| \| †Sauropodomorpha \| \| \| \| \| \| Theropoda \| \| \| \| |
|            | \| \| †Sauropodomorpha \| \| \| \| \| \| Theropoda \| \| \| \| |
|            | †Sauropodomorpha                                               |
|            |                                                                |
|            | Theropoda                                                      |
|            |                                                                |

|  | †Sauropodomorpha |
|  |                  |
|  | Theropoda        |
|  |                  |

|            | †Ornithischia                                                  |
|            |                                                                |
| Saurischia | \| \| †Sauropodomorpha \| \| \| \| \| \| Theropoda \| \| \| \| |
|            | \| \| †Sauropodomorpha \| \| \| \| \| \| Theropoda \| \| \| \| |
|            | †Sauropodomorpha                                               |
|            |                                                                |
|            | Theropoda                                                      |
|            |                                                                |

|  | †Sauropodomorpha |
|  |                  |
|  | Theropoda        |
|  |                  |

|            | †Ornithischia                                                  |
|            |                                                                |
| Saurischia | \| \| †Sauropodomorpha \| \| \| \| \| \| Theropoda \| \| \| \| |
|            | \| \| †Sauropodomorpha \| \| \| \| \| \| Theropoda \| \| \| \| |
|            | †Sauropodomorpha                                               |
|            |                                                                |
|            | Theropoda                                                      |
|            |                                                                |

|  | †Sauropodomorpha |
|  |                  |
|  | Theropoda        |
|  |                  |

### Descrizione generale
In base a una delle definizioni già citate i dinosauri possono essere generalmente descritti come arcosauri con gli arti posteriori tenuti eretti sotto il corpo. Molti gruppi tassonomici sono popolarmente considerati dinosauri, inclusi il pelicosauro Dimetrodon, gli pterosauri alati e gli acquatici ittiosauri, plesiosauri, mosasauri, ma nessuno di essi è classificato scientificamente come dinosauri, e nessuno di loro dimostrava la postura eretta degli arti posteriori caratteristica dei dinosauri propriamente detti. I dinosauri erano i vertebrati terrestri dominanti del Mesozoico, particolarmente durante il Giurassico e il Cretaceo. Gli altri gruppi di animali contemporanei dei dinosauri erano limitati in taglia e in nicchia ecologica; i mammiferi per esempio erano normalmente carnivori grandi come roditori che raramente superavano le dimensioni d'un gatto.
Dinosauria è sempre stato un gruppo altamente diversificato; secondo uno studio condotto nel 2006, più di 500 generi di dinosauri non-aviani sono stati identificati con certezza e il numero totale di generi conservati è stato calcolato a circa 1850, con 75% di essi ancora da scoprire. Uno studio precedente calcolò che esistettero 3 400 generi di dinosauri, inclusi molti che non sarebbero stati conservati nei reperti fossili. Fin da settembre 2008 sono state nominate ben 1047 specie. Alcuni sono erbivori o carnivori, mentre altri sono piscivori, insettivori, e onnivori. Benché i dinosauri fossero atavicamente bipedi, come lo sono gli uccelli, alcune specie preistoriche erano quadrupede e certi generi, come Ammosaurus e Iguanodon, potevano alternare fra il bipedalismo e il quadrupedalismo. Ornamenti cranici come corna e creste erano tratti comuni nei dinosauri e certe specie estinte erano persino forniti di corazze. Benché popolarmente noti per la loro grandezza, molti dinosauri Mesozoici erano di taglia umana o meno, e gli uccelli odierni sono generalmente di taglia molto ridotta. I dinosauri abitano su tutti i continenti e i reperti fossili dimostrano che erano riusciti ad arrivare al dominio globale almeno dal Giurassico inferiore. Gli uccelli odierni occupano la maggior parte di habitat disponibili, da quelli terrestri a quelli marini, e ci sono prove che alcuni dinosauri non-aviani (come Microraptor) potessero volare o planare e che altri, come gli spinosauridi, fossero semiacquatici.

### Tratti anatomici caratteristici

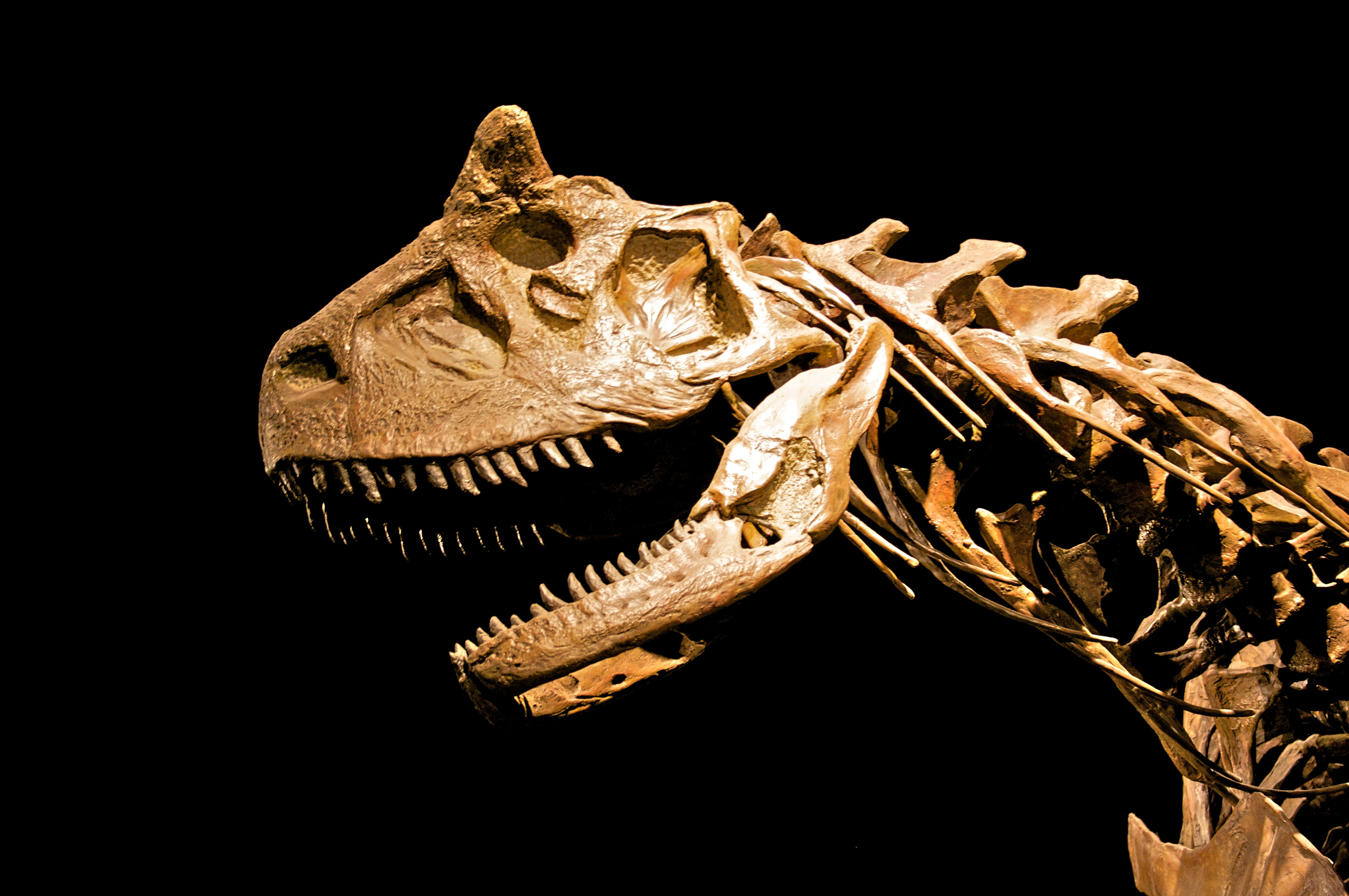
Cranio e vertebre di Carnotauro. Le epipofisi (proiezioni ossee lungo le vertebre cervicali) sono una sinapomorfia (tratto in comune) esclusiva dei dinosauri.

Benché le scoperte abbiano reso difficile presentare una lista consistente dei tratti universalmente posseduti da tutti i dinosauri, quasi tutti i dinosauri scoperti condividono certe modificazioni con l'atavico scheletro arcosauriano o sono indubbiamente i discendenti di dinosauri più antichi che dimostrano queste modificazioni. Sebbene certi gruppi di dinosauri più recenti dimostravano questi tratti in un modo ancora più modificato, sono considerati tipici di Dinosauria; i dinosauri più antichi li possedevano e li lasciarono ai loro discendenti. Tali modificazioni, che hanno origine nell'ultimo antenato comune d'un certo gruppo tassonomico, sono nominati le sinapomorfie del gruppo.
Una valutazione dettagliata delle interrelazioni degli arcosauri condotto da S. Nesbitt confermò o trovò le seguenti 12 sinapomorfie:
- Una fossa supratemporale presente sulla fronte della finestra supratemporale, l'apertura principale del dermatocranio.
- Epipofisi (processi trasversali) presenti nelle vertebre anteriori del collo dietro l'atlante e l'epistrofeo.
- L'apice della cresta deltopettorale (una proiezione su cui sono attaccati i muscoli deltopettorali) localizzata a (o più di) 30% lungo la lunghezza dell'omero.
- Un radio inferiore di 80% della lunghezza dell'omero.
- Il quarto trocantere sul femore è una flangia sottile.
- Il quarto trocantere è asimmetrico, con il margine distale inferiore formando un angolo più ripido all'asta.
- L'astragalo, il calcagno e l'articolazione superiore del perone occupano meno di 30% della larghezza trasversale dell'elemento.
- Le ossa exoccipitali non s'incontrano alla linea mediana del fondo della cavità endocranica.
- Nel bacino, le superfici prossimali articolari dell'ischio con l'ilio e l'osso pubico sono separati da una superficie concava.
- La cresta cnemiale sulla tibia s'incurva dal lato frontale e esterno.
- Una cresta verticalmente orientata sulla superficie posteriore del lato distale della tibia.
- Superficie articolare concava per la fibula della calcagna.

Diagramma d'un tipico cranio diapside. Le ossa indicate sono: parietale (p), postorbitale (po), squamoso (sq), jugale (j), quadratojugale (qj), quadrato (q).

Nesbitt scoprì un ulteriore numero di sinapomorfie potenziali e ignorò quelle precedentemente suggerite che poi si rivelarono come tratti in comune con i silesauridi (un gruppo imparentato con i dinosauri), inclusi un tocantere anteriore grande, i secondi e quarti metatarsali di lunghezze diverse, un contatto ridotto tra l'ischio e l'osso pubico, la presenza d'una cresta cnemiale sulla tibia, e un processo ascendente sull'astragalo.

Le articolazioni e le posture degli arti posteriori dei (da sinistra a destra) rettili tipici (postura divaricata), dinosauri e mammiferi (postura colonnare), e rauisuchiani (postura colonnare a pilastro).

Ci sono altri tratti scheletrici condivisi fra i dinosauri, però questi tratti con sono considerati sinapomorfie siccome sono condivisi con altri arcosauri o non sono presenti in tutti i dinosauri primitivi. Essendo diapsidi, i dinosauri ancestrali possedevano due paia di finestre temporali (aperture craniche dietro le orbite) e essendo membri dell'Archosauria possedevano ulteriori aperture nel muso e sulla mascella inferiore. Altre caratteristiche una volta credute d'essere sinapomorfie furono perlopiù scoperte in animali che precedevano i dinosauri o furono assenti nei dinosauri primitivi, evolvendosi indipendentemente in vari gruppi di dinosauri. Questi includono una scapola allungata, un osso sacro composto da tre o più vertebre fuse, e un cotile con una perforazione nel centro della sua superficie interna. Un'altra difficoltà nel determinare i tratti puramente caratteristici dei dinosauri sta nel fatto che i dinosauri primitivi e gli altri arcosauri del tardo Triassico sono spesso mal compresi o così simili d'essere identificati erroneamente.
I dinosauri stavano eretti sugli arti posteriori in un modo simile ai mammiferi, ma diversamente dagli altri rettili che avevano una postura divaricata. Questa postura era possibile grazie allo sviluppo d'una nicchia laterale nel bacino e un enartrosi del femore rivolto all'interno. La postura eretta permise ai dinosauri di respirare con più facilità mentre si muovevano, permettendo loro livelli d'attività superiori a quelli dei rettili "divaricati". Gli arti colonnari probabilmente furono cruciali nell'evoluzione di specie grandi, riducendo lo sforzo sulle gambe. Questo tratto fu sviluppato anche in certi arcosauri non-dinosauri, inclusi i rauisuchiani.

## Storia evolutiva

### Origini

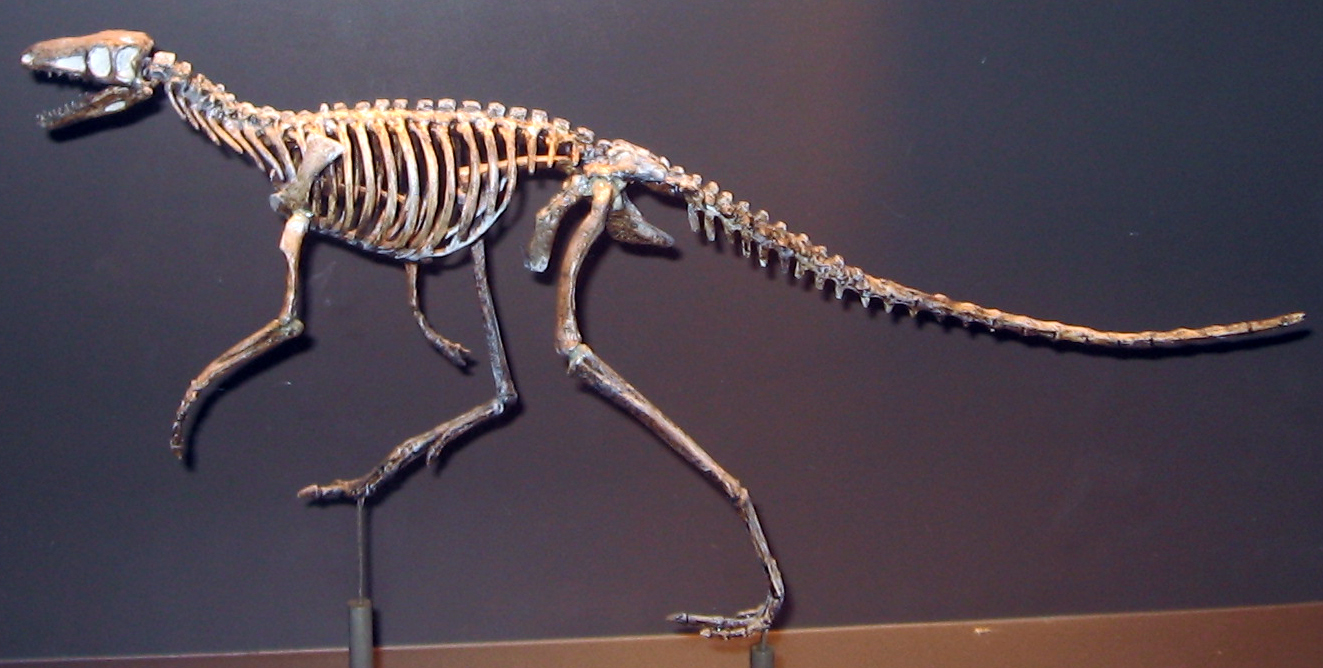
Scheletro di Marasuchus lilloensis, ornitodirano simile ai dinosauri.

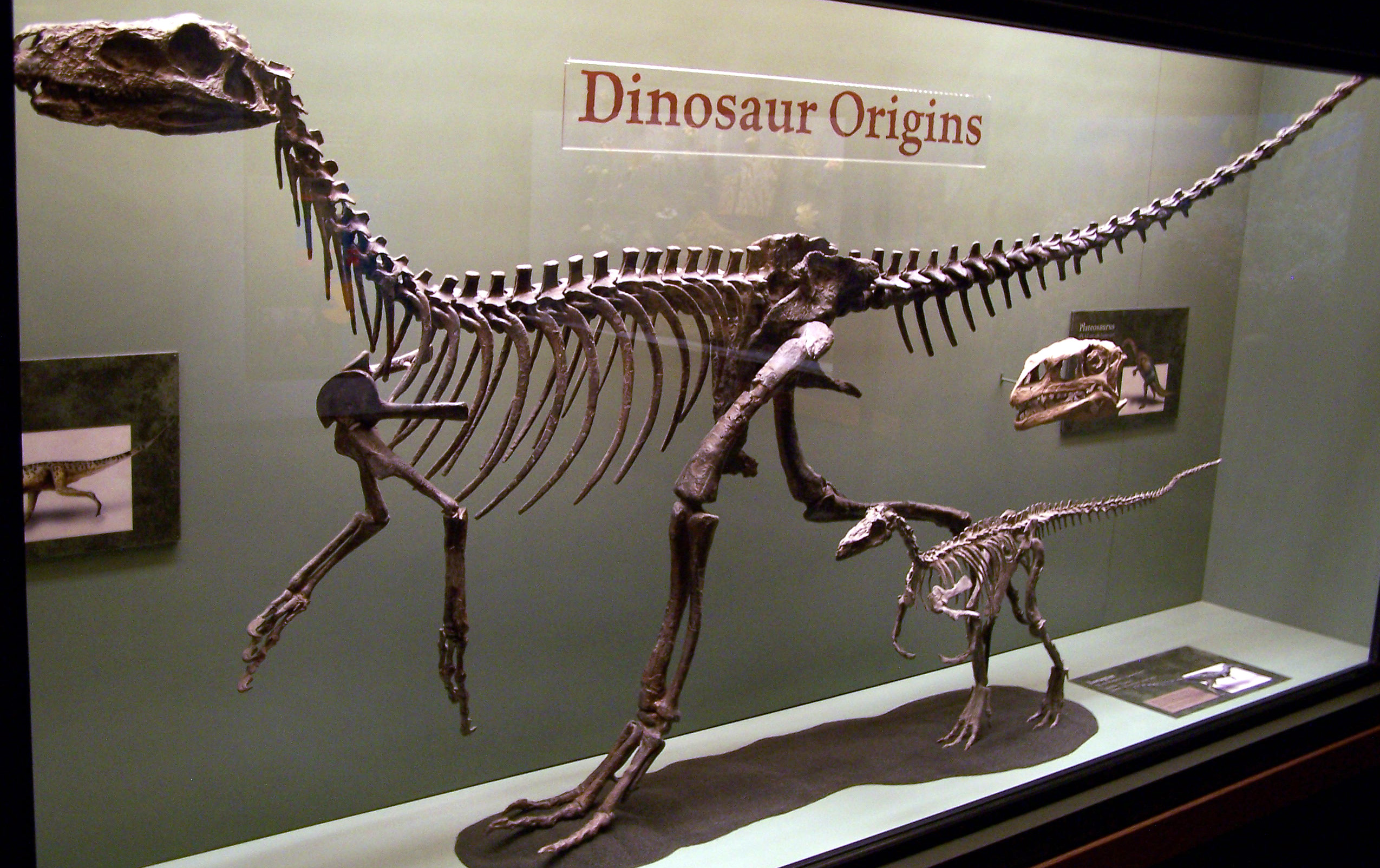
Dinosauri primitivi, inclusi Herrerasaurus (grande), Eoraptor (piccolo) e un cranio di Plateosaurus.

I dinosauri si distinsero dai loro antenati arcosauri tra il Triassico medio e superiore, circa venti milioni di anni dopo l'estinzione di massa del Permiano–Triassico, che causò la morte di circa il 95% della vita terrestre. Le datazioni radiometriche dei fossili del dinosauro primitivo argentino Eoraptor lunensis stabiliscono la sua presenza nei ritrovamenti fossili di quel periodo. I paleontologi credono che Eoraptor potesse assomigliare all'antenato comune di tutti i dinosauri. Se ciò è vero, le sue caratteristiche farebbero pensare che i primi dinosauri fossero piccoli predatori bipedi. La scoperta di ornitodiri primitivi, simili ai dinosauri (come Marasuchus e Lagerpeton) negli strati del Triassico medio nell'Argentina sostiene questa ipotesi; le analisi sui fossili scoperti indicano che questi animali erano infatti piccoli carnivori bipedi. È probabile che i dinosauri apparvero 243 milioni di anni fa, come dimostrato dai resti dell'antichissimo Nyasasaurus parringtoni, ma questi resti sono troppo incompleti per concludere se appartenessero a dinosauri o a animali imparentati.
Quando apparvero, i dinosauri non erano gli animali terrestri dominanti. Gli ambienti terrestri erano già occupati da varie forme di archosauromorfi e terapsidi, come i cinodonti e i rincosauri. I loro concorrenti principali erano gli pseudosuchi, come gli aetosauri, gli ornithosuchidi e i rauisuchi, che al tempo avevano più successo dei dinosauri. La maggior parte di questi altri animali si estinse in uno o due eventi durante il Triassico. Il primo, a circa 215 milioni di anni fa, risultò nell'estinzione di vari arcosauromorfi primitivi, inclusi i protorosauri. Gli altri arcosauri primitivi (inclusi gli aetosauri, gli ornitosuchidi, i fitosauri, e i rauisuchi) ebbero la loro fine 200 milioni di anni fa durante l'estinzione di massa del Triassico-Giurassico. I rincosauri e i dicinodonti sopravvissero in certe zone almeno fino al Noriano inferiore-medio e il Retico inferiore, benché la data precisa della loro estinzione sia ancora sconosciuta. La loro scomparsa aprì le nicchie ecologiche vuote ai coccodrillomorfi, i dinosauri, i mammiferi, gli pterosauri, e le tartarughe. Le prime stirpe dei dinosauri primitivi si diversificarono durante le epoche Carniane e Noriane del Triassico, impadronendosi delle nicchie dei gruppi estinti.

### Evoluzione e paleobiogeografia

#### Triassico-Giurassico
L'evoluzione dei dinosauri post-Triassici segue i cambiamenti nella vegetazione e la posizione dei continenti. Nel Triassico superiore e il Giurassico inferiore i continenti erano connessi in una massa continentale nominata Pangea e i dinosauri contemporanei consistevano per la maggior parte di carnivori coelofisoidi e sauropodomorfi erbivori. Le piante ginnosperme (soprattutto le conifere), fonti di cibo potenziali, si sparsero durante il Triassico superiore. I sauropodomorfi primitivi non erano forniti di meccanismi digestivi orali sofisticati, quindi avrebbero dovuto frammentare il cibo una volta in fondo all'apparato digerente. L'omogeneità generale dei dinosauri continuò fino al Giurassico medio e inferiore, quando la maggior parte delle località conteneva predatori come ceratosauri, spinosauroidi, e carnosauri e erbivori come gli stegosauriani e i sauropodi grandi. Esempi di ciò si trovano nella formazione Morrison del nordamerica e gli strati di Tendaguru in Tanzania. I dinosauri cinesi però mostravano delle differenze, con teropodi sinraptoridi specializzati e dinosauri dal collo lungo inusuali come Mamenchisaurus. Gli anchilosauriani e gli ornitopodi divennero sempre più comuni, mentre i prosauropodi s'estinsero. Le piante più diffuse erano i coniferi e gli pterofiti. I sauropodi, come i loro predecessori prosauropodi, non erano forniti di meccanismi di digestione orali sofisticati, ma gli ornitischi cominciarono a sviluppare vari modi per frammentare il cibo in bocca, inclusi strutture simili a guance e la capacità di muovere la mascella inferiore lateralmente durante il masticamento. Un altro evento evolutivo notevole durante il Giurassico fu l'apparizione dei primi uccelli, discesi da celurosauri maniraptoriani.

#### Cretaceo in poi
Con la frammentazione continua di Pangea e l'inizio del Cretaceo inferiore, i dinosauri cominciarono a differenziarsi ulteriormente. Questo periodo vide l'espansione degli anchilosauriani, gli iguanodontiani, e i brachiosauridi in Europa, Nord America e Nord Africa. Nell'ultimo continente, questi furono in seguito soppiantati dai teropodi spinosauridi e carcarodontosauridi e i sauropodi rebbachisauridi e titanosauriani, che colonizzarono anche il Sud America. In Asia, i celurosauri maniraptoriani come i dromaeosauridi, i troodontidi, e gli oviraptorosauriani divennero fra i teropodi più comuni, mentre gli anchilosauridi e i ceratopsiani primitivi come Psittacosaurus divennero erbivori ecologicamente importanti. Nel frattempo, l'Australia divenne la dimora di numerosi gruppi di anchilosauri primitivi, ipsilofodontidi, e iguanodontiani. Gli stegosauriani sembrano essere estinti a un certo punto durante il Cretaceo. Un cambiamento notevole nell'ambiente del Cretaceo inferiore fu l'evoluzione delle piante angiosperme. Contemporaneamente, certi dinosauri erbivori svilupparono metodi più sofisticati per frammentare oralmente il cibo. I ceratopsiani evolsero un metodo di affettare le piante con denti ammucchiati insieme in batterie, e gli iguanodontiani raffinarono i loro apparati masticatori, arrivando al loro apice negli adrosauri.
Nel tardo Cretaceo, la terra fu dominata da tre gruppi generali di dinosauri; nel Nord America e in Asia, i teropodi principali erano i tirannosauridi e vari tipi piccoli maniraptoriani, con un insieme predominante di erbivori ornitischi come gli adrosauridi, i ceratopsiani, gli anchilosauridi, e i pachycephalosauriani. Nei continenti del sud che formavano la Gondwana ormai in uno stato di frammentazione, i teropodi più comuni erano gli abelisauridi, mentre gli erbivori più numerosi erano i sauropodi titanosauriani. In Europa, i dinosauri più prevalenti erano i dromaeosauridi, gli iguanodontiani rhabdodontidi, i nodosauridi, gli anchilosauriani, e i sauropodi titanosauriani. I fiori erano in uno stato d'espansione, e le prime erbe apparirono alla fine del Cretaceo. Gli adrosauridi e i ceratopsiani si diversificarono notevolmente nel nordamerica e l'Asia. Anche i teropodi si diversificarono in questo periodo, con l'apparenza di forme erbivore e onnivore come i terizinosauridi e gli ornitomimosauri.
L'estinzione di massa del Cretaceo-Paleocene circa 66 milioni di anni fa alla fine del Cretaceo condusse alla morte di tutti i gruppi di dinosauri tranne gli uccelli neornitini. Le stirpi sopravvissute di uccelli neornitini, inclusi gli antenati dei ratiti, i polli e le anatre, e una varietà di uccelli acquatici, si diversificarono rapidamente all'inizio del periodo Paleogene, usurpando le nicchie ecologiche lasciate libere dall'estinzione dei gruppi di dinosauri Mesozoici come gli enantiorniti arboricoli, gli esperorniti acquatici, e persino i teropodi carnivori più grandi nella forma dei temibili forusracidi, mentre erano presenti anche forme terricole erbivore come Gastornis. I neorniti furono però incapaci di rimpadronirsi della maggior parte delle nicchie terrestri, che furono monopolizzate dai mammiferi.

## Classificazione e tassonomia

### Classificazione
I dinosauri sono arcosauri, come i moderni coccodrilli. Entro gli arcosauri, i dinosauri si differenziano per le loro dimensioni ma soprattutto per la posizione delle loro gambe, queste infatti si estendono direttamente sotto il corpo, mentre quelli delle lucertole e dei coccodrilli si divaricano sui fianchi.
La scheda e il cladogramma che seguono mostrano la posizione di Dinosauria all'interno di Archosauria.
- Archosauria
  - Crurotarsi
  - Avemetatarsalia
    - †Aphanosauria
    - Ornithodira
      - †Pterosauromorpha
        - †[Pterosauromorpha basali]
        - †Pterosauria

      - Dinosauromorpha
        - †Marasuchus
        - †Lagerpetonidae
        - Dinosauriformes
          - †Silesauridae
          - †Saltopus
          - Dinosauria

|  | †Silesauridae                                            |
|  |                                                          |
|  | \| \| †Saltopus \| \| \| \| \| \| Dinosauria \| \| \| \| |
|  |                                                          |
|  | †Saltopus                                                |
|  |                                                          |
|  | Dinosauria                                               |
|  |                                                          |

|  | †Saltopus  |
|  |            |
|  | Dinosauria |
|  |            |

|  | †Silesauridae                                            |
|  |                                                          |
|  | \| \| †Saltopus \| \| \| \| \| \| Dinosauria \| \| \| \| |
|  |                                                          |
|  | †Saltopus                                                |
|  |                                                          |
|  | Dinosauria                                               |
|  |                                                          |

|  | †Saltopus  |
|  |            |
|  | Dinosauria |
|  |            |

|  | †Silesauridae                                            |
|  |                                                          |
|  | \| \| †Saltopus \| \| \| \| \| \| Dinosauria \| \| \| \| |
|  |                                                          |
|  | †Saltopus                                                |
|  |                                                          |
|  | Dinosauria                                               |
|  |                                                          |

|  | †Saltopus  |
|  |            |
|  | Dinosauria |
|  |            |

|  | †Silesauridae                                            |
|  |                                                          |
|  | \| \| †Saltopus \| \| \| \| \| \| Dinosauria \| \| \| \| |
|  |                                                          |
|  | †Saltopus                                                |
|  |                                                          |
|  | Dinosauria                                               |
|  |                                                          |

|  | †Saltopus  |
|  |            |
|  | Dinosauria |
|  |            |

|  | †Silesauridae                                            |
|  |                                                          |
|  | \| \| †Saltopus \| \| \| \| \| \| Dinosauria \| \| \| \| |
|  |                                                          |
|  | †Saltopus                                                |
|  |                                                          |
|  | Dinosauria                                               |
|  |                                                          |

|  | †Saltopus  |
|  |            |
|  | Dinosauria |
|  |            |

|  | †Silesauridae                                            |
|  |                                                          |
|  | \| \| †Saltopus \| \| \| \| \| \| Dinosauria \| \| \| \| |
|  |                                                          |
|  | †Saltopus                                                |
|  |                                                          |
|  | Dinosauria                                               |
|  |                                                          |

|  | †Saltopus  |
|  |            |
|  | Dinosauria |
|  |            |

|  | †Silesauridae                                            |
|  |                                                          |
|  | \| \| †Saltopus \| \| \| \| \| \| Dinosauria \| \| \| \| |
|  |                                                          |
|  | †Saltopus                                                |
|  |                                                          |
|  | Dinosauria                                               |
|  |                                                          |

|  | †Saltopus  |
|  |            |
|  | Dinosauria |
|  |            |

|  | †Silesauridae                                            |
|  |                                                          |
|  | \| \| †Saltopus \| \| \| \| \| \| Dinosauria \| \| \| \| |
|  |                                                          |
|  | †Saltopus                                                |
|  |                                                          |
|  | Dinosauria                                               |
|  |                                                          |

|  | †Saltopus  |
|  |            |
|  | Dinosauria |
|  |            |

|  | †Silesauridae                                            |
|  |                                                          |
|  | \| \| †Saltopus \| \| \| \| \| \| Dinosauria \| \| \| \| |
|  |                                                          |
|  | †Saltopus                                                |
|  |                                                          |
|  | Dinosauria                                               |
|  |                                                          |

|  | †Saltopus  |
|  |            |
|  | Dinosauria |
|  |            |

|  | †Silesauridae                                            |
|  |                                                          |
|  | \| \| †Saltopus \| \| \| \| \| \| Dinosauria \| \| \| \| |
|  |                                                          |
|  | †Saltopus                                                |
|  |                                                          |
|  | Dinosauria                                               |
|  |                                                          |

|  | †Saltopus  |
|  |            |
|  | Dinosauria |
|  |            |

|  | †Silesauridae                                            |
|  |                                                          |
|  | \| \| †Saltopus \| \| \| \| \| \| Dinosauria \| \| \| \| |
|  |                                                          |
|  | †Saltopus                                                |
|  |                                                          |
|  | Dinosauria                                               |
|  |                                                          |

|  | †Saltopus  |
|  |            |
|  | Dinosauria |
|  |            |

|  | †Silesauridae                                            |
|  |                                                          |
|  | \| \| †Saltopus \| \| \| \| \| \| Dinosauria \| \| \| \| |
|  |                                                          |
|  | †Saltopus                                                |
|  |                                                          |
|  | Dinosauria                                               |
|  |                                                          |

|  | †Saltopus  |
|  |            |
|  | Dinosauria |
|  |            |

|  | †Silesauridae                                            |
|  |                                                          |
|  | \| \| †Saltopus \| \| \| \| \| \| Dinosauria \| \| \| \| |
|  |                                                          |
|  | †Saltopus                                                |
|  |                                                          |
|  | Dinosauria                                               |
|  |                                                          |

|  | †Saltopus  |
|  |            |
|  | Dinosauria |
|  |            |

|  | †Silesauridae                                            |
|  |                                                          |
|  | \| \| †Saltopus \| \| \| \| \| \| Dinosauria \| \| \| \| |
|  |                                                          |
|  | †Saltopus                                                |
|  |                                                          |
|  | Dinosauria                                               |
|  |                                                          |

|  | †Saltopus  |
|  |            |
|  | Dinosauria |
|  |            |

|  | †Silesauridae                                            |
|  |                                                          |
|  | \| \| †Saltopus \| \| \| \| \| \| Dinosauria \| \| \| \| |
|  |                                                          |
|  | †Saltopus                                                |
|  |                                                          |
|  | Dinosauria                                               |
|  |                                                          |

|  | †Saltopus  |
|  |            |
|  | Dinosauria |
|  |            |

|  | †Silesauridae                                            |
|  |                                                          |
|  | \| \| †Saltopus \| \| \| \| \| \| Dinosauria \| \| \| \| |
|  |                                                          |
|  | †Saltopus                                                |
|  |                                                          |
|  | Dinosauria                                               |
|  |                                                          |

|  | †Saltopus  |
|  |            |
|  | Dinosauria |
|  |            |

|  | †Silesauridae                                            |
|  |                                                          |
|  | \| \| †Saltopus \| \| \| \| \| \| Dinosauria \| \| \| \| |
|  |                                                          |
|  | †Saltopus                                                |
|  |                                                          |
|  | Dinosauria                                               |
|  |                                                          |

|  | †Saltopus  |
|  |            |
|  | Dinosauria |
|  |            |

|  | †Silesauridae                                            |
|  |                                                          |
|  | \| \| †Saltopus \| \| \| \| \| \| Dinosauria \| \| \| \| |
|  |                                                          |
|  | †Saltopus                                                |
|  |                                                          |
|  | Dinosauria                                               |
|  |                                                          |

|  | †Saltopus  |
|  |            |
|  | Dinosauria |
|  |            |

|  | †Silesauridae                                            |
|  |                                                          |
|  | \| \| †Saltopus \| \| \| \| \| \| Dinosauria \| \| \| \| |
|  |                                                          |
|  | †Saltopus                                                |
|  |                                                          |
|  | Dinosauria                                               |
|  |                                                          |

|  | †Saltopus  |
|  |            |
|  | Dinosauria |
|  |            |

|  | †Silesauridae                                            |
|  |                                                          |
|  | \| \| †Saltopus \| \| \| \| \| \| Dinosauria \| \| \| \| |
|  |                                                          |
|  | †Saltopus                                                |
|  |                                                          |
|  | Dinosauria                                               |
|  |                                                          |

|  | †Saltopus  |
|  |            |
|  | Dinosauria |
|  |            |

|  | †Silesauridae                                            |
|  |                                                          |
|  | \| \| †Saltopus \| \| \| \| \| \| Dinosauria \| \| \| \| |
|  |                                                          |
|  | †Saltopus                                                |
|  |                                                          |
|  | Dinosauria                                               |
|  |                                                          |

|  | †Saltopus  |
|  |            |
|  | Dinosauria |
|  |            |

|  | †Silesauridae                                            |
|  |                                                          |
|  | \| \| †Saltopus \| \| \| \| \| \| Dinosauria \| \| \| \| |
|  |                                                          |
|  | †Saltopus                                                |
|  |                                                          |
|  | Dinosauria                                               |
|  |                                                          |

|  | †Saltopus  |
|  |            |
|  | Dinosauria |
|  |            |

|  | †Silesauridae                                            |
|  |                                                          |
|  | \| \| †Saltopus \| \| \| \| \| \| Dinosauria \| \| \| \| |
|  |                                                          |
|  | †Saltopus                                                |
|  |                                                          |
|  | Dinosauria                                               |
|  |                                                          |

|  | †Saltopus  |
|  |            |
|  | Dinosauria |
|  |            |

|  | †Silesauridae                                            |
|  |                                                          |
|  | \| \| †Saltopus \| \| \| \| \| \| Dinosauria \| \| \| \| |
|  |                                                          |
|  | †Saltopus                                                |
|  |                                                          |
|  | Dinosauria                                               |
|  |                                                          |

|  | †Saltopus  |
|  |            |
|  | Dinosauria |
|  |            |

|  | †Silesauridae                                            |
|  |                                                          |
|  | \| \| †Saltopus \| \| \| \| \| \| Dinosauria \| \| \| \| |
|  |                                                          |
|  | †Saltopus                                                |
|  |                                                          |
|  | Dinosauria                                               |
|  |                                                          |

|  | †Saltopus  |
|  |            |
|  | Dinosauria |
|  |            |

|  | †Silesauridae                                            |
|  |                                                          |
|  | \| \| †Saltopus \| \| \| \| \| \| Dinosauria \| \| \| \| |
|  |                                                          |
|  | †Saltopus                                                |
|  |                                                          |
|  | Dinosauria                                               |
|  |                                                          |

|  | †Saltopus  |
|  |            |
|  | Dinosauria |
|  |            |

|  | †Silesauridae                                            |
|  |                                                          |
|  | \| \| †Saltopus \| \| \| \| \| \| Dinosauria \| \| \| \| |
|  |                                                          |
|  | †Saltopus                                                |
|  |                                                          |
|  | Dinosauria                                               |
|  |                                                          |

|  | †Saltopus  |
|  |            |
|  | Dinosauria |
|  |            |

|  | †Silesauridae                                            |
|  |                                                          |
|  | \| \| †Saltopus \| \| \| \| \| \| Dinosauria \| \| \| \| |
|  |                                                          |
|  | †Saltopus                                                |
|  |                                                          |
|  | Dinosauria                                               |
|  |                                                          |

|  | †Saltopus  |
|  |            |
|  | Dinosauria |
|  |            |

|  | †Silesauridae                                            |
|  |                                                          |
|  | \| \| †Saltopus \| \| \| \| \| \| Dinosauria \| \| \| \| |
|  |                                                          |
|  | †Saltopus                                                |
|  |                                                          |
|  | Dinosauria                                               |
|  |                                                          |

|  | †Saltopus  |
|  |            |
|  | Dinosauria |
|  |            |

|  | †Silesauridae                                            |
|  |                                                          |
|  | \| \| †Saltopus \| \| \| \| \| \| Dinosauria \| \| \| \| |
|  |                                                          |
|  | †Saltopus                                                |
|  |                                                          |
|  | Dinosauria                                               |
|  |                                                          |

|  | †Saltopus  |
|  |            |
|  | Dinosauria |
|  |            |

|  | †Silesauridae                                            |
|  |                                                          |
|  | \| \| †Saltopus \| \| \| \| \| \| Dinosauria \| \| \| \| |
|  |                                                          |
|  | †Saltopus                                                |
|  |                                                          |
|  | Dinosauria                                               |
|  |                                                          |

|  | †Saltopus  |
|  |            |
|  | Dinosauria |
|  |            |

|  | †Silesauridae                                            |
|  |                                                          |
|  | \| \| †Saltopus \| \| \| \| \| \| Dinosauria \| \| \| \| |
|  |                                                          |
|  | †Saltopus                                                |
|  |                                                          |
|  | Dinosauria                                               |
|  |                                                          |

|  | †Saltopus  |
|  |            |
|  | Dinosauria |
|  |            |

### Tassonomia
Collettivamente, il clado dei dinosauri si biforca in due rami; Saurischia e Ornithischia. Saurischia include i taxa che condividono un antenato comune più vicino agli uccelli che a Ornithischia, mentre quest'ultimo include tutti i taxa con un antenato comune più vicino a Triceratops che a Saurischia. Anatomicamente, questi due gruppi possono essere distinti dalla struttura dei loro bacini. I saurischi - dal greco sauros (σαῦρος) e ischion (ἰσχίον) - ritenevano la struttura dei loro antenati, con un osso pubico rivolto in avanti. In certi gruppi, l'osso pubico si rivolse all'indietro nel corso della loro evoluzione (come nel caso di Herrerasaurus, i terizinosauridi, i dromaeosauridi, e gli uccelli). Saurischia include i teropodi (bipedi con una marea di diete diverse) e i sauropodomorfi (erbivori dal collo lungo).
In contrasto, gli ornitischi - dal greco ornitheios (ὀρνίθειος) e ischion (ἰσχίον) — avevano un pube superficialmente simile a quello degli uccelli, cioè con l'osso pubico rivolto all'indietro. Ornithischia include una varietà di generi principalmente erbivori.

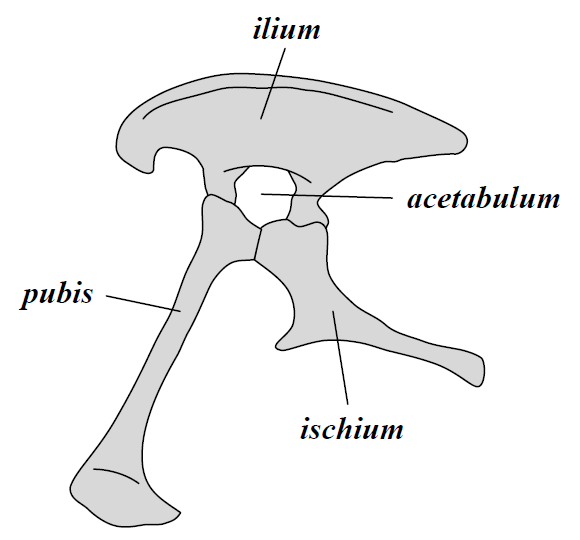
Pube Saurischiano
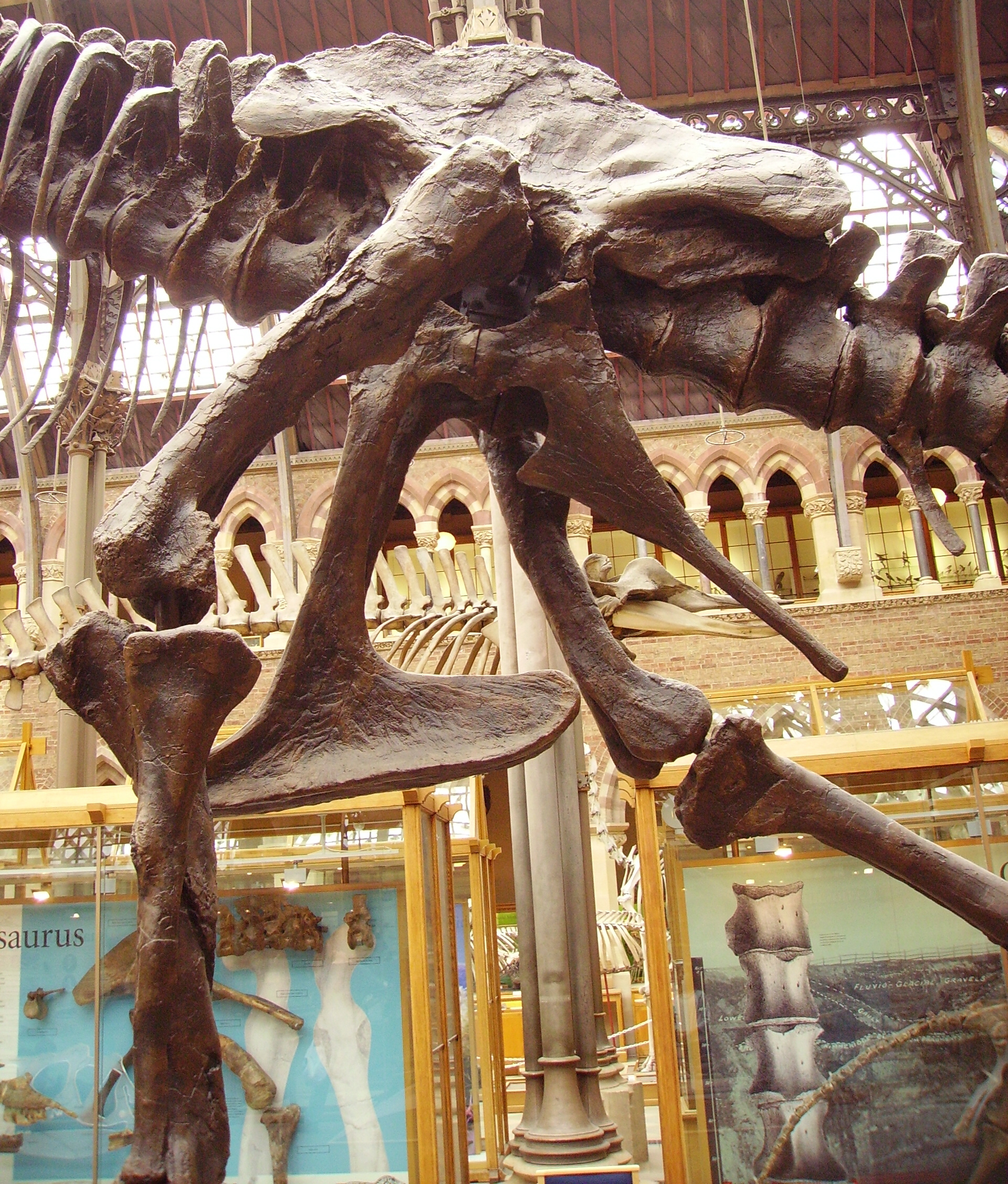
Pube di Tyrannosaurus, mostrante la struttura saurischia
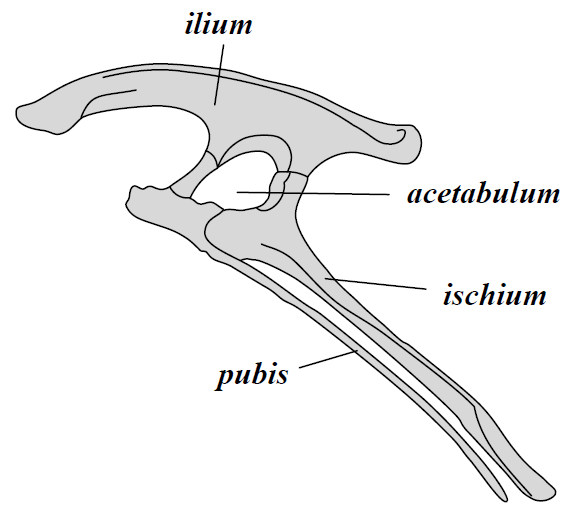
Pube Ornithischiano
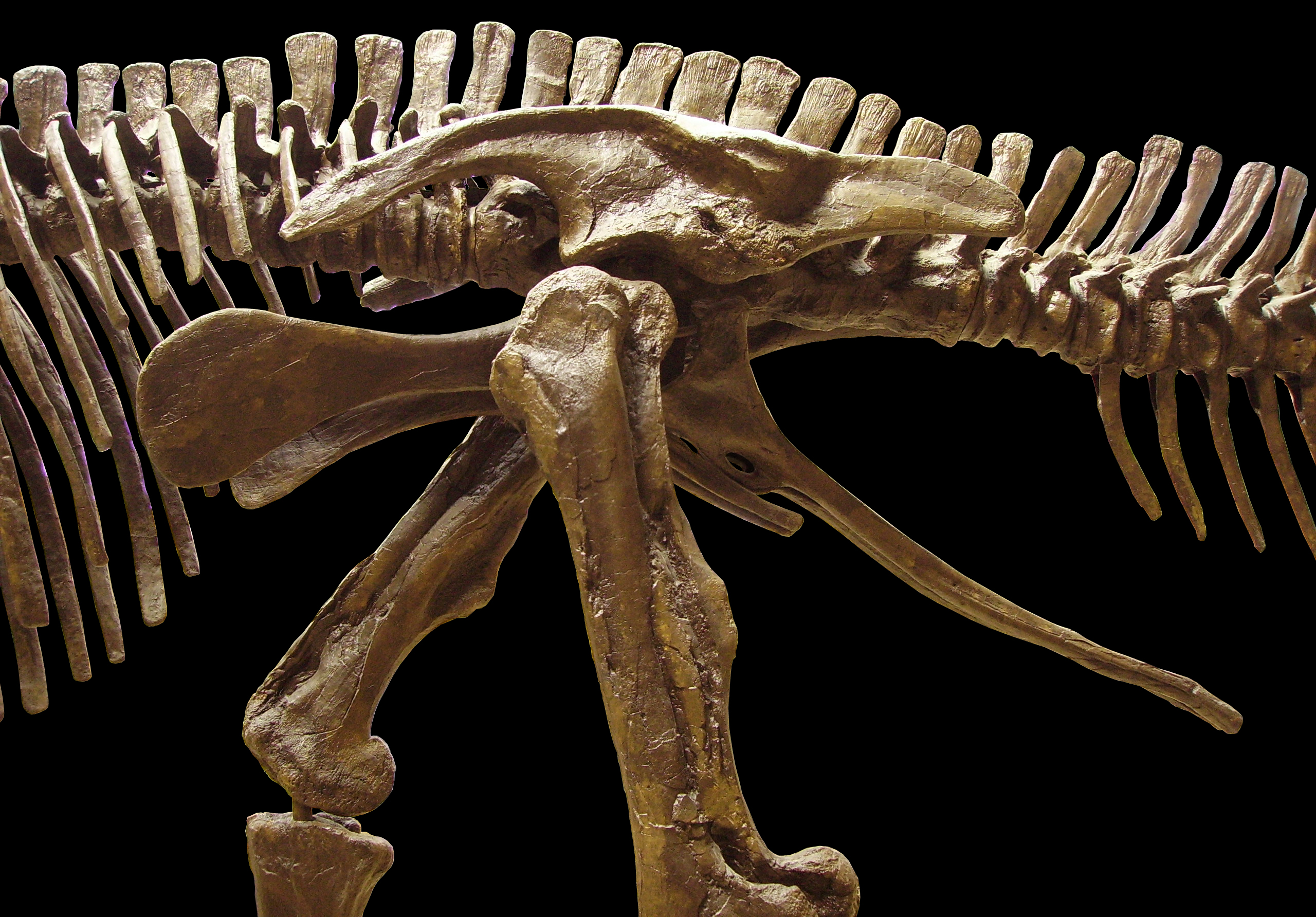
Pube di Edmontosaurus, mostrante la struttura ornitischia

La seguente scheda mostra una classificazione semplificata dei sottogruppi di Dinosauria.
- Dinosauria
  - Saurischia
    - Herrerasauridae
    - Daemonosaurus
    - Tawa
    - Eusaurischia
      - Theropoda
        - Eodromaeus
        - Coelophysoidea
        - Dilophosaurus
        - Averostra
          - Ceratosauria
            - Ceratosauridae
            - Abelisauroidea

          - Tetanurae
            - Megalosauroidea
            - Avetheropoda
              - Carnosauria
                - Metriacanthosauridae
                - Allosauria

              - Coelurosauria
                - Compsognathidae
                - Ornitholestidae
                - Coeluridae
                - Tyrannosauroidea
                - Maniraptoriformes
                  - Ornithomimosauria
                  - Maniraptora
                    - Alvarezsauroidea
                    - Therizinosauria
                    - Oviraptorosauria
                    - Scansoriopterygidae
                    - Deinonychosauria
                    - Avialae

      - Sauropodomorpha
        - Guaibasaurus?
        - Panphagia protos
        - Chromogisaurus
        - Saturnalia
        - Pantydraco
        - Asylosaurus
        - Thecodontosaurus
        - Ignavusaurus
        - Efraasia
        - Plateosauravus
        - Ruehleia
        - Plateosauria
          - Plateosauridae
            - Plateosaurus
            - Seitaad
            - Unaysaurus

          - Massopoda
            - Riojasauridae
              - Eucnemesaurus
              - Riojasaurus

            - Massospondylidae
              - Adeopapposaurus
              - Massospondylus
              - Coloradisaurus
              - Glacialisaurus
              - Lufengosaurus

            - Jingshanosaurus
            - Yunnanosaurus
            - Xixiposaurus
            - Anchisauria
              - Anchisaurus
              - Leonerasaurus
              - Aardonyx
              - Lamplughsaura
              - Melanorosaurus
              - Sauropoda

  - Ornithischia
    - Pisanosaurus?
    - Heterodontosauridae
    - Eocursor
    - Genasauria
      - Thyreophora
        - Scutellosaurus
        - Emausaurus
        - Scelidosaurus
        - Ankylosauria
        - Stegosauria

      - Lesothosaurus
      - Neornithischia
        - Agilisaurus
        - Hexinlusaurus
        - Yandusaurus
        - Leaellynasaura
        - Jeholosauridae
        - Nanosaurus
        - Thescelosauridae
        - Kulindadromeus
        - Marginocephalia
          - Pachycephalosauria
          - Ceratopsia

        - Ornithopoda

## Dimensioni

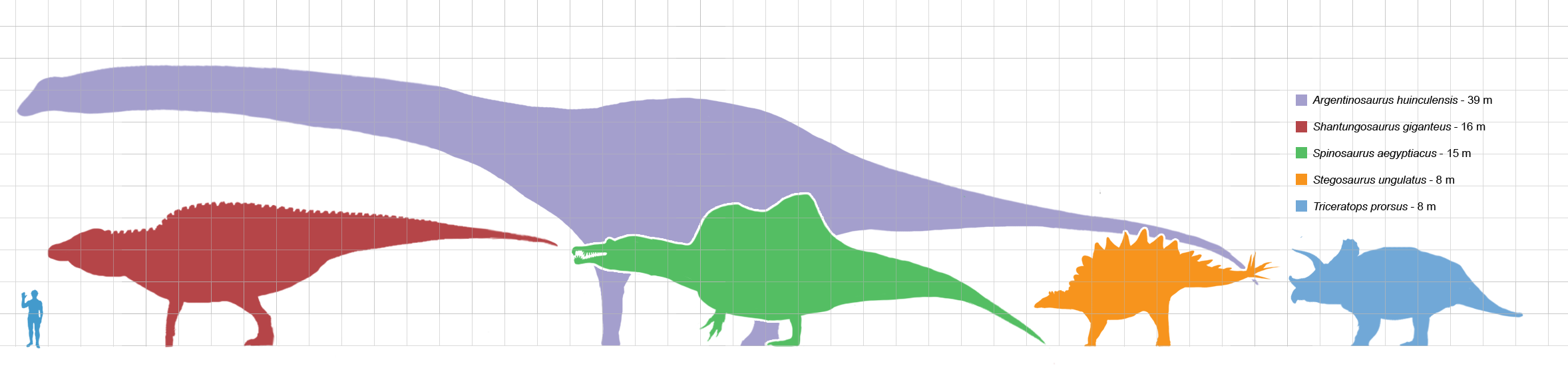
Ricostruzioni ipotizzate, reciprocamente in scala dimensionale, dei più lunghi dinosauri conosciuti in cinque cladi: Sauropodomorpha (Argentinosaurus huinculensis), Ornithopoda (Shantungosaurus giganteus), Theropoda (Spinosaurus aegyptiacus, con dimensioni superiori), Thyreophora (Stegosaurus stenops), e Marginocephalia (Triceratops horridus) in confronto a un essere umano. Ogni sezione della griglia rappresenta un metro quadrato.

Le prove più recenti indicano che le dimensioni medie dei dinosauri erano in flusso costante durante il Mesozoico. La maggior parte dei teropodi predatori pesavano circa 100-1000 chili (molto elevato in confronto alla media di 10-90 dei mammiferi carnivori odierni).
I dinosauri più grossi e pesanti erano i sauropodi. I più piccoli sauropodi erano più grandi di qualunque altro essere nel loro habitat e i più grandi erano di un ordine di grandezza maggiore di qualunque altro essere abbia mai camminato sulla Terra. Anche il Paraceratherium, il mammifero terrestre più grande conosciuto, era piccolissimo in confronto ai giganteschi sauropodi. Solo pochi animali acquatici si avvicinano a tali dimensioni; tra questi la balenottera azzurra è la più grande, giungendo fino a 150-180 tonnellate e a 33 m di lunghezza.
Varie ipotesi sono state proposte per capire i vantaggi di tale grandezza, incluso che fosse ideale per proteggersi dai predatori, che riducesse il consumo energetico, che prolungasse la vita, ma potrebbe darsi che il vantaggio più importante riguardasse l'alimentazione. Gli animali di grandi dimensioni sono più efficienti nella digestione che quelli di taglia piccola, poiché il cibo trascorre più tempo nei loro apparati digerenti: ciò permette loro di nutrirsi anche di cibi di valore calorico più basso. I resti dei sauropodi si trovano soprattutto nelle formazioni rocciose che si ritiene una volta costituissero zone secche. L'abilità di consumare enormi quantità di cibi di basso nutrimento sarebbe stato un notevole vantaggio in tali ambienti.

### Il più piccolo e il più grande
Siccome solo una percentuale minuscola di animali si fossilizzano, e la maggior parte degli ultimi rimangono sotterrati, è probabile che gli scienziati non saranno mai certi di quali dinosauri fossero i più grandi o piccoli. Pochi degli esemplari scoperti sono completi e le impronte di pelle e di altri tessuti molli sono rari. Ricostruire uno scheletro completo a base delle dimensioni e le morfologie di generi simili o imparentati rimane un'arte inesatta, e ricostruire la muscolatura di tali animali è pressappoco un processo di congettura educata.

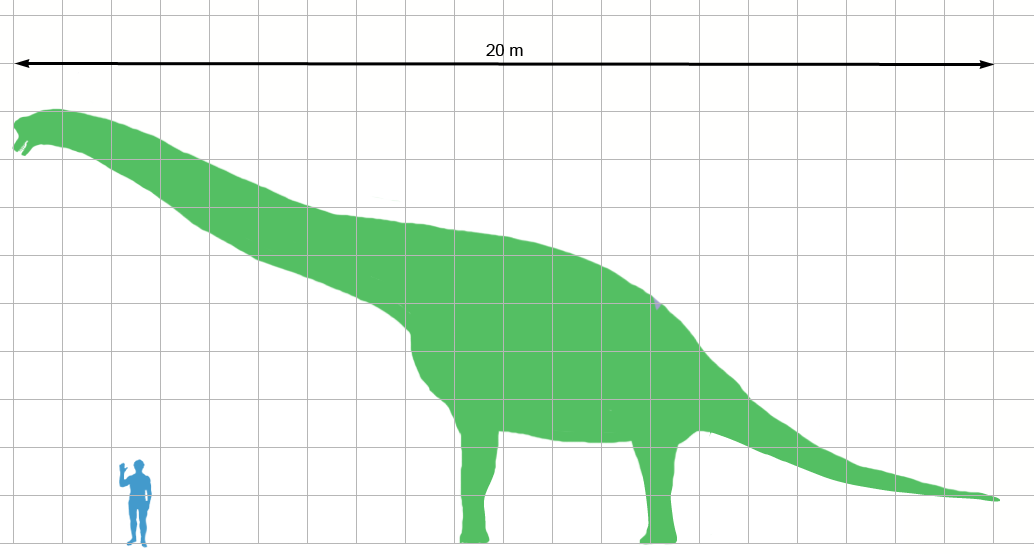
Diagramma mostrante le dimensioni di Giraffatitan in confronto a un umano.

Le stime più affidabili sul dinosauro più alto e pesante, in base a scheletri più o meno completi, riguardano Giraffatitan brancai (in passato considerato una specie di Brachiosaurus). I suoi resti fossili furono scoperti in Tanzania tra 1907 e 1912. Le ossa di vari esemplari di simili dimensioni furono incorporati allo scheletro in mostra al Museum für Naturkunde a Berlino; questa ricostruzione è alta 12 metri e lunga 21,8-22,5 metri, e si stima che pesasse 30000-60000 chili in vita. Il dinosauro completo più lungo è Diplodocus, lungo 27 metri e scoperto nel Wyoming negli Stati Uniti nel 1907.
Ci furono dinosauri ancora più grandi, ma i dati su di loro si basano su resti frammentari. La maggior parte degli erbivori più grandi conosciuti fu scoperta negli anni settanta o dopo, e includeva l'enorme Dreadnoughtus schrani (lungo 26 metri), Argentinosaurus (pesante 80000-100000 chili), Diplodocus hallorum (lungo 33,5 metri), Supersaurus (lungo 33 metri), e Sauroposeidon (alto 18 metri). Il più lungo e pesante di tutti potrebbe essere stato Amphicoelias fragillimus, conosciuto solo per una vertebra parziale ormai perduta. Estrapolando dalla illustrazione di questo osso, l'animale avrebbe potuto essere lungo 58 metri e pesante 190 000 chili.
Il dinosauro carnivoro più grande e pesante è il Tyrannosaurus rex con un peso di circa 9,5 tonnellate e una lunghezza forse superiore ai 13,1 metri , mentre il più lungo conosciuto è Spinosaurus, lungo 14,6 metri e pesante 6-7 tonnellate Altri teropodi carnivori di dimensioni enormi includevano Giganotosaurus, Carcharodontosaurus, Tarbosaurus, Zhuchengtyrannus, Mapusaurus, Acrocanthosaurus, Epanterias e Tyrannotitan.
Il dinosauro più piccolo conosciuto è il colibrì di Elena (Mellisuga helenae), lungo solo cinque centimetri e pesante 1,8 grammi. Al di fuori degli uccelli odierni, i dinosauri più piccoli erano grandi come piccioni. I dinosauri non-aviani più piccoli furono infatti quelli più imparentati agli uccelli. Anchiornis huxleyi, per esempio, misurava solo 35 centimetri di lunghezza, e pesava solo 110 grammi. I dinosauri non-aviani erbivori più piccoli includevano Microceratus e Wannanosaurus, entrambi lunghi 60 centimetri.

## Paleobiologia
La conoscenza dei dinosauri deriva da una varietà di ritrovamenti fossili e non fossili, tra cui ossa fossilizzate, coproliti, tracce di deambulazione, gastroliti, piume, impronte della pelle, tessuti molli e organi interni.
Molti campi di studio contribuiscono a farci capire il mondo dei dinosauri, tra cui la fisica, la chimica, la biologia e le scienze della terra (delle quali la paleontologia è una branca). Due campi di studio sui dinosauri d'interesse particolare sono sulla loro grandezza e il loro comportamento.

### Comportamento

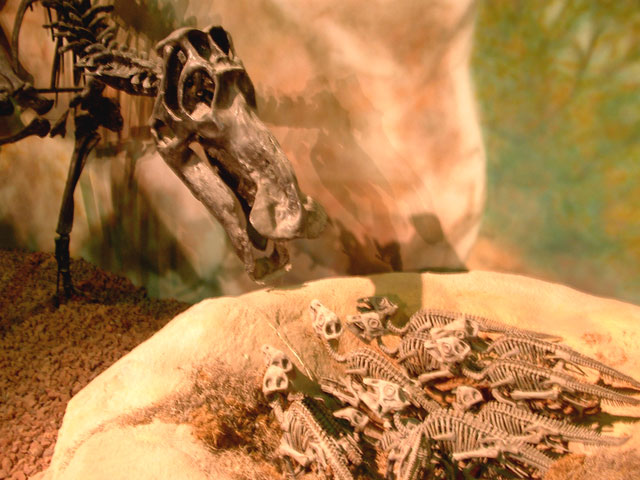
Il nido dell'adrosauro Maiasaura peeblesorum fu scoperto nel 1978.

Molti uccelli odierni sono molto sociali, spesso vivendo in stormi. È generalmente accettato che alcuni comportamenti in comune tra gli uccelli e i coccodrilli (i parenti moderni più stretti degli uccelli) fossero condivisi anche dai dinosauri estinti. Le interpretazioni sul comportamento di specie estinte si basano di solito sulla posa degli scheletri e sul loro habitat, su simulazioni della loro biomeccanica attraverso i computer, e su confronti con animali moderni in nicchie ecologiche analoghe.

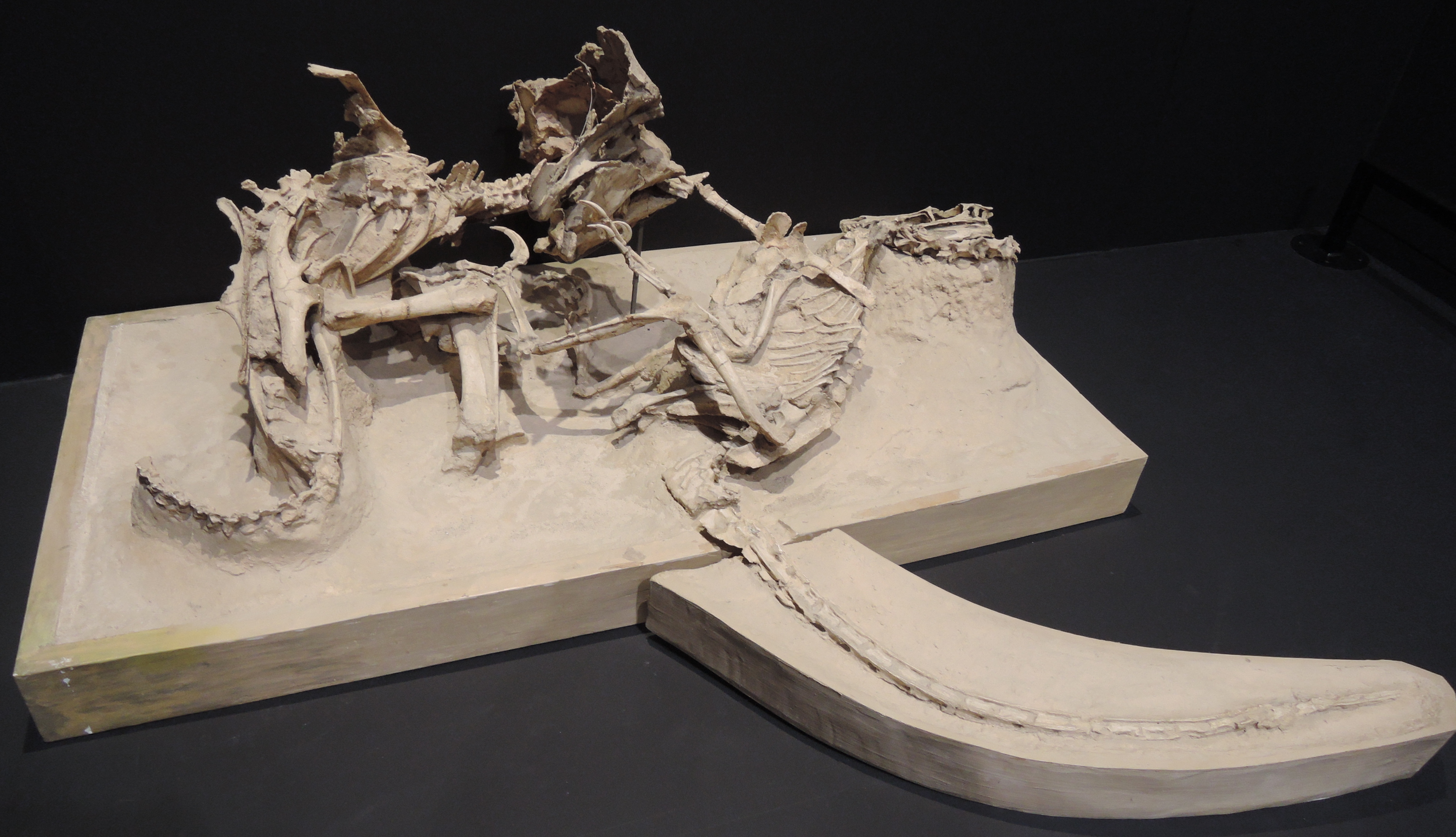
I "dinosauri combattenti" scoperti nel 1971, mostrando un Velociraptor e un Protoceratopo nell'atto di combattere.

Le prime prove di comportamenti sociali nei dinosauri non-aviani furono scoperte nel 1878 a Bernissart in Belgio, quando furono rinvenuti 31 fossili di Iguanodon bernissartensis ammucchiati in una fossa dove si ipotizza furono annegati. Altri siti che mostrano morti di massa sono stati ulteriormente scoperti. Questi, insieme a un numero elevato di orme di individui diversi in un solo luogo, indicano che comportamenti gregari erano comuni in molte specie di dinosauro. Le orme di centinaia o persino migliaia di adrosauridi indicano che essi vivessero in branchi enormi, come gli odierni bisonti americani e springbok. Le orme dei sauropodi dimostrano che questi animali viaggiavano in gruppi composti di specie diverse (almeno a Oxfordshire, Inghilterra), benché non ci siano prove di strutture specifiche da branco. È possibile che il congregare in branchi si sia evoluto per motivi di difesa, per scopi migratori, o per fornire protezione alla prole. Ci sono prove che molti tipi di dinosauri con tassi di crescita lenti formavano aggregazioni di individui immaturi. Un esempio di questo fenomeno si trova in un sito della Mongolia Interna, dove sono stati rinvenuti i resti di più di 20 Sinornithomimus di varie età (tra 1-7 anni). Questo assemblaggio è stato interpretato come un gruppo sociale che finì incastrato nel fango. L'ipotesi che i dinosauri fossero gregari si è estesa a raffigurare certi teropodi carnivori come predatori che cacciavano in branco per abbattere le prede grosse. Un tale stile di vita però è raro negli uccelli odierni, nei coccodrilli e negli altri rettili, e le prove tafonomiche che suggeriscono comportamenti di caccia sociali simili a quelli dimostrati da cacciatori mammiferi (come nel caso di Deinonychus e Allosaurus) possono anche essere interpretati come i risultati di lotte fatali tra animali nell'atto di mangiare le carcasse, come fanno molti predatori diapsidi.
È probabile che le creste e le clamidi di certi dinosauri (come nel caso di certi marginocefali, teropodi e adrosauridi lambeosaurini) fossero troppo fragili per essere utilizzate come armi difensive, quindi è più probabile che fossero usate come ornamenti durante gli scontri o il corteggiamento, sebbene non si conosca molto sul comportamento territoriale e sessuale dei dinosauri. Si sa che i teropodi, almeno, si scontravano in lotte aggressive, come evidenziato dai segni di denti rinvenuti sui loro crani.
Dal punto di vista etologico, uno dei fossili più importanti fu scoperto nel deserto del Gobi nel 1971. Esso mostrava un Velociraptor nell'atto di attaccare un Protoceratops, così fornendo prove dirette che dimostravano che i dinosauri a volte si attaccavano. Ulteriori prove di predazione contro prede viventi si trovano sulla coda d'un Edmontosaurus, che mostra segni di guarigione dopo un morso di tirannosauro. Fu confermato nel 2003 che alcuni dinosauri fossero cannibali con la scoperta di segni di denti sullo scheletro del carnivoro Majungasaurus in Madagascar.
Studi comparativi tra gli anelli sclerotici dei dinosauri (inclusi gli uccelli) e altri rettili sono stati usati per inferire le attività quotidiane dei dinosauri. Benché sia stato suggerito che la maggior parte dei dinosauri fossero attivi durante il giorno, questi studi hanno dimostrato che i piccoli dinosauri carnivori come i dromaeosauridi, Juravenator, e Megapnosaurus fossero infatti notturni. Gli erbivori e gli onnivori di taglia grande o media come i ceratopsiani, i sauropodomorfi, gli adrosauridi, e gli ornitomimosauri potrebbero invece essere stati catemerali (attivi durante il giorno in intervalli brevi), sebbene il piccolo ornitischio Agilisaurus fosse dedotto d'essere diurno.
In base a prove rinvenute da dinosauri come Oryctodromeus, certe specie di dinosauri ornitischi sembrano essere stati animali fossori (animali che vivono sottoterra). Molti uccelli odierni sono arboricoli, e molti esemplari Mesozoici, specialmente gli enantiorniti, dimostrano prove di comportamenti analoghi. Benché certi dinosauri non-aviani come i dromaeosauridi (specialmente Microraptor) potrebbero essere stati anch'essi arboricoli, la maggior parte sembrano essere stati soprattutto terricoli. La scienza della biomeccanica in particolare ha fornito dati importanti nello studio della locomozione dei dinosauri. Gli studi sulle forze esercitate dai muscoli e la gravità sullo scheletro, per esempio, danno indizi su quanto veloce potessero muoversi. Altri studi biomeccanici hanno tentato di dimostrare se i diplodocidi potessero generare un boom sonico con movimenti a frusta della coda, o se i sauropodi potessero galleggiare.

### Comunicazione
Gli uccelli moderni sono ben noti per la loro comunicazione visuale e vocale, e un gran numero di dinosauri possedevano un vasto repertorio di strutture ornamentali, rivelandoci che la comunicazione visuale è sempre stata importante nella biologia dei dinosauri. L'evoluzione delle loro capacità vocali però ha meno certezza. Nel 2008 il paleontologo Phil Senter esaminò le prove di vocalizzazione nei dinosauri, scoprendo che, al contrario dell'immagine popolare, era probabile che la maggior parte dei dinosauri Mesozoici non fosse capace di vocalizzare (sebbene le creste cave dei lambeosaurini potessero essere state usate come camere risonanti). Arrivò a questa conclusione studiando la distribuzione degli organi vocali dei rettili e degli uccelli odierni. Scoprì che le corde vocali nella laringe si sono evolute ripetutamente nei rettili, inclusi i coccodrilli, che possono produrre ruggiti gutturali. Gli uccelli, in contrasto, non sono forniti d'una laringe. I loro vocalizzi sono infatti prodotti dalla siringe, un organo esclusivamente aviano che non corrisponde direttamente alla laringe, indicando che si evolse indipendentemente dagli organi vocali dei rettili. Per funzionare, la siringe dipende dai sacchi aeriferi distribuiti entro il corpo dell'uccello, specificamente il sacco aerifero clavicolare presso la furcula. Questo sacco aerifero lascia segni chiari sulle ossa, soprattutto sull'omero. Sebbene i sacchi aeriferi siano una caratteristica esclusiva dei dinosauri saurischi, il sacco aerifero clavicolare necessario per vocalizzare non appare nei reperti fossili fino agli enantiorniti. Un'eccezione è visibile in Aerosteon, che probabilmente sviluppò i sacchi aeriferi clavicolari indipendentemente dagli uccelli per motivi oltre la vocalizzazione.
I dinosauri più primitivi con prove d'una siringe adatta al vocalizzare sono gli uccelli enantiorniti. È probabile che i dinosauri più antichi della stirpe che condusse agli uccelli non potessero vocalizzare. Ci sono però varie prove che dimostrano che i dinosauri Mesozoici comunicavano soprattutto visualmente attraverso le corna, le clamidi, le creste, le vele, e il piumaggio. Ciò è simile a certi gruppi di rettili moderni come le lucertole; gli esemplari più grandi sono silenziosi, ma comunicano attraverso la postura e il colore.
In più, è possibile che i dinosauri Mesozoici usassero altri metodi per produrre suoni. Altri animali, inclusi i rettili e gli uccelli, usano vari suoni non vocali, inclusi sibili, bruxismi, schizzi d'acqua, e il battito delle ali.

### Riproduzione

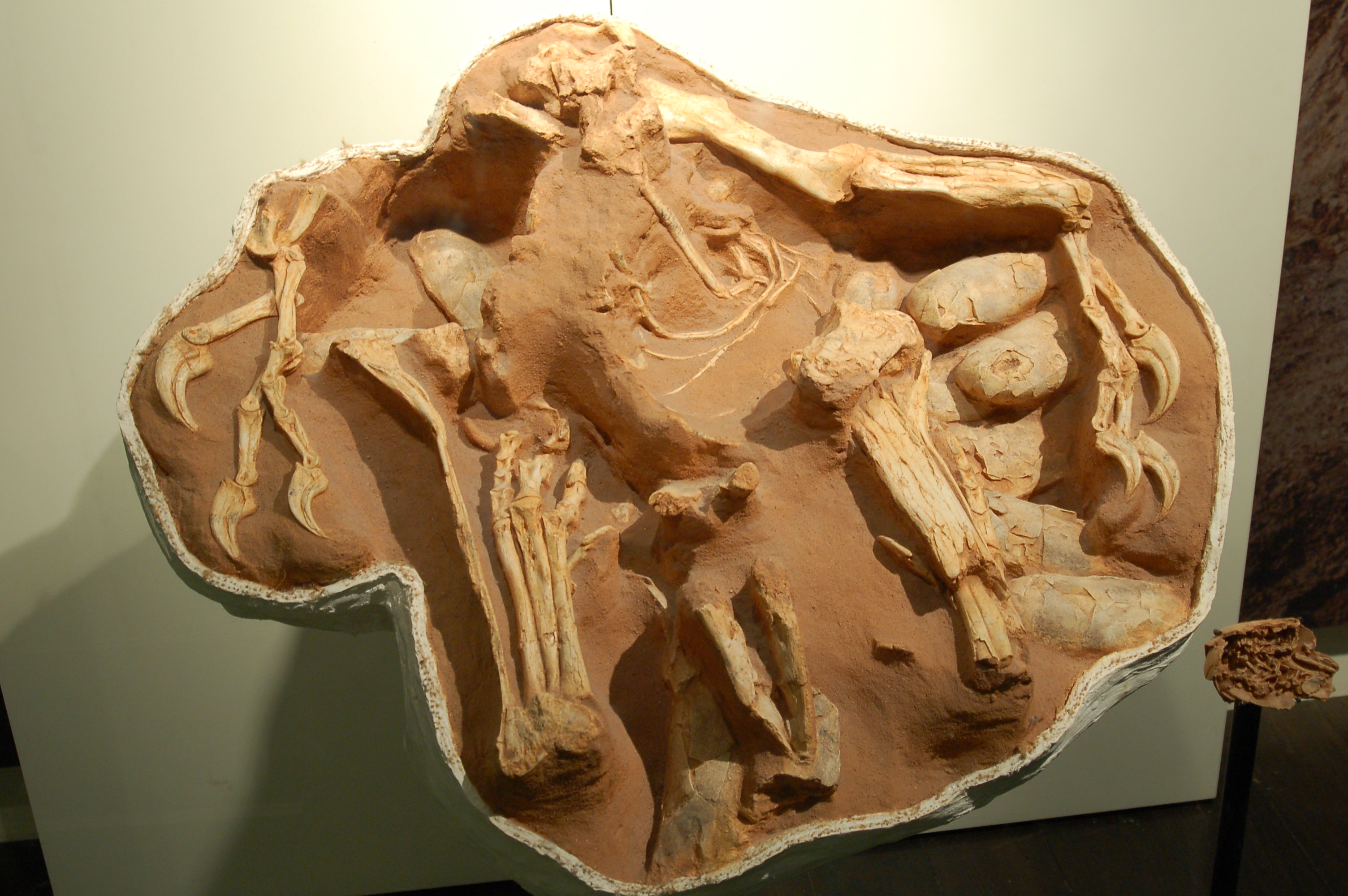
Scheletro di Citipati fossilizzatosi mentre covava alcune uova, anch'esse fossilizzatesi

Tutti i dinosauri covano uova amniotiche con gusci duri composti principalmente di carbonato di calcio. Le uova sono solitamente deposte in un nido. Molte specie costruiscono nidi molto elaborati, inclusi coppe, duomi, piatti, fosse, monticelli, o tane. Alcune specie moderne però non costruiscono nidi; l'ùria comune cova le uova sulle rocce nude, mentre i maschi di pinguino imperatore tengono le uova tra il corpo e le zampe. Gli uccelli primitivi e molti dinosauri non-aviani spesso covavano le uova in nidi collettivi, con i maschi che li incubano. Sebbene gli uccelli odierni siano forniti d'un solo ovidotto, gli uccelli primitivi e i dinosauri ne possedevano due come i coccodrilli. Certi dinosauri non-aviani come Troodon covavano le uova in modo iterativo; l'adulto avrebbe covato un paio di uova ogni due giorni, ritardando l'incubazione finché non avesse prodotto tutte le uova per poi assicurarsi una schiusura simultanea di esse.
Durante la gravidanza, le femmine sviluppano un osso speciale (detto osso midollare) entro la superficie esterna dell'osso e il midollo. Questo osso è ricco di calcio, e viene utilizzato per formare i gusci delle uova. Certi esemplari di dinosauri preistorici, come Tyrannosaurus dimostrano la presenza di questo osso, e ciò può essere usato per inferire decisamente il sesso d'un esemplare fossile. Ulteriori scoperte dimostrarono la presenza dell'osso midollare in esemplari di Allosaurus e Tenontosaurus. Siccome la stirpe che condusse a Tyrannosaurus e Allosaurus si era distinta dalla stirpe di Tenontosaurus molto anticamente nel corso dell'evoluzione, ciò indica che lo sviluppo di tessuto midollare sia un tratto generale di tutti i dinosauri.
Un tratto comune negli uccelli odierni consiste nella cura delle prole da parte dei genitori. La scoperta di una serie di nidi di Maiasaura nel 1978 dimostrò che, tra gli ornitopodi, la cura dei giovani continuava molto dopo la schiusura delle uova. È possibile che questo comportamento fosse condiviso da tutti i dinosauri. Infatti, fu dimostrato nel 1997 che persino i sauropodi titanosauriani della Patagonia covavano le uova collettivamente. Un esemplare di Citipati osmolskae rinvenuto in Mongolia nel 1993 fu scoperto in una posizione accovacciata simile a quella assunta dai polli, così dimostrando che questo usasse uno strato di piume per tener caldo le uova. L'ipotesi della cura da parte dei genitori è appoggiata da altre scoperte. Un embrione, probabilmente del prosauropode Massospondylus, fu scoperto totalmente sdentato, così suggerendo che una certa cura fu necessaria per nutrirlo. Delle orme rinvenute a Skye in Scozia confermano che gli ornitopodi si prendevano cura dei piccoli. Sono stati rinvenuti i nidi e le uova della maggior parte dei gruppi di dinosauri principali, e sembra probabile che tutti i dinosauri prendevano cura delle prole sia prima che dopo la schiusura delle uova. Tutto ciò potrebbe spiegare che alcuni dinosauri avevano sviluppato sia l'istinto materno che anche (seppur in minor numero di specie) l'istinto paterno, proprio come i mammiferi e gli uccelli contemporanei, caratteristiche che non s'incontrano in nessun rettile vivente.

## Fisiologia

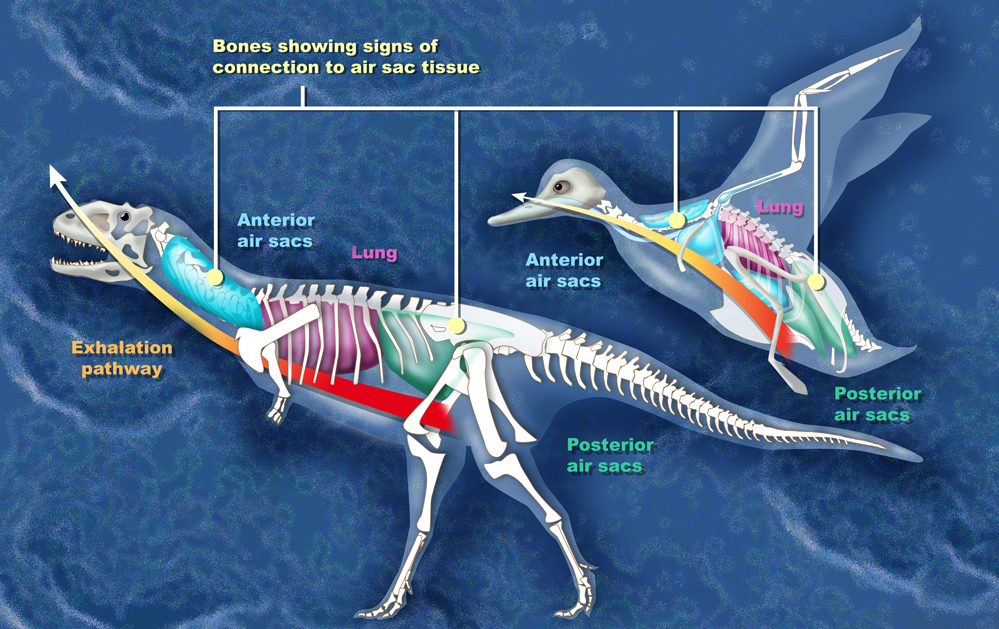
Illustrazione comparativa dei sacchi aeriferi d'un uccello e quelli ipotizzati di un abelisauride.

Dato che sia i coccodrilli che gli uccelli moderni sono forniti di cuori con quattro cavità (anche se molto modificati nei coccodrilli), è probabile che questo tratto sia stato presente in tutti gli arcosauri, inclusi i dinosauri. Benché non ci siano dubbi che gli uccelli siano endotermici (a sangue caldo), si è dibattuto sin dagli anni sessanta quanto questo tratto estenda lungo la stirpe dei dinosauri. Non c’è accordo sul fatto che i dinosauri non-aviani fossero endotermici, ectotermici, o una combinazione dei due.
Quando i primi dinosauri non-aviani furono scoperti, i paleontologi ipotizzarono che fossero ectotermici (a sangue freddo), così supponendo che fossero creature lente e inattive, benché molti rettili moderni siano veloci e agili malgrado la loro dipendenza su fonti esterne di calore per regolare la loro temperature corporea. L'idea che i dinosauri fossero ectotermici rimase indiscusso, fino a quando Robert T. Bakker, un sostenitore dell'endotermia, pubblicò un documento influente sul soggetto nel 1968.
Prove moderne indicano che persino i dinosauri non-aviani vivevano in climi temperati relativamente freddi, e che almeno alcune specie primitive avrebbero regolato la loro temperatura corporea attraverso mezzi interni (attraverso la massa nelle specie grandi e con piume o altri tipi d'apparati tegumentari nelle specie più piccole). Prove dimostranti l'endotermia nei dinosauri non-aviani includono la scoperta di dinosauri polari nell'Australia e l'Antartide. Sono stati persino rinvenuti tracce di vasi sanguigni nelle ossa che corrispondono a quelli di animali a sangue caldo. Il dibattito scientifico riguardo ai modi specifici in cui i dinosauri evolvettero il loro sistema di termoregolazione continua.
Nei dinosauri saurischi, il metabolismo elevato fu sostenuto dallo sviluppo del sistema respiratorio aviano, caratterizzato d'un sistema di sacchi aeriferi che si estendevano dai polmoni e infiltravano le ossa, rendendole cave. Un tale sistema avrebbe permesso ai dinosauri un tasso d'attività superiore a quello dei mammiferi di dimensioni simili. Oltre essere un sistema molto efficiente per assimilare l'ossigeno, il rapido flusso d'aria sarebbe stato un meccanismo efficace per impedire il surriscaldamento corporeo, un tratto essenziale negli animali attivi ma troppo grandi per espellere il calore attraverso la pelle.
Come gli altri rettili, i dinosauri sono principalmente uricotelici, cioè, i loro reni estraggono discariche nitrogenose dal sangue per poi espellerle come acido urico (invece di urea o ammoniaca) attraverso gli ureteri nell'intestino. Nella maggior parte delle specie, l'acido urico viene espulso insieme alle feci come una massa semisolida. Certi uccelli odierni però (come i colibrì) possono essere facoltativamente ammonotelici, espellendo la maggior parte delle loro discariche nitrogenose nella forma dell'ammoniaco. Perlopiù, i dinosauri espellono creatina, al contrario dei mammiferi che espellono creatinina. Molte specie rigurgitano le borre, e ci sono borre fossilizzate probabilmente rintracciabili a dinosauri cretacici.

## L'origine degli uccelli

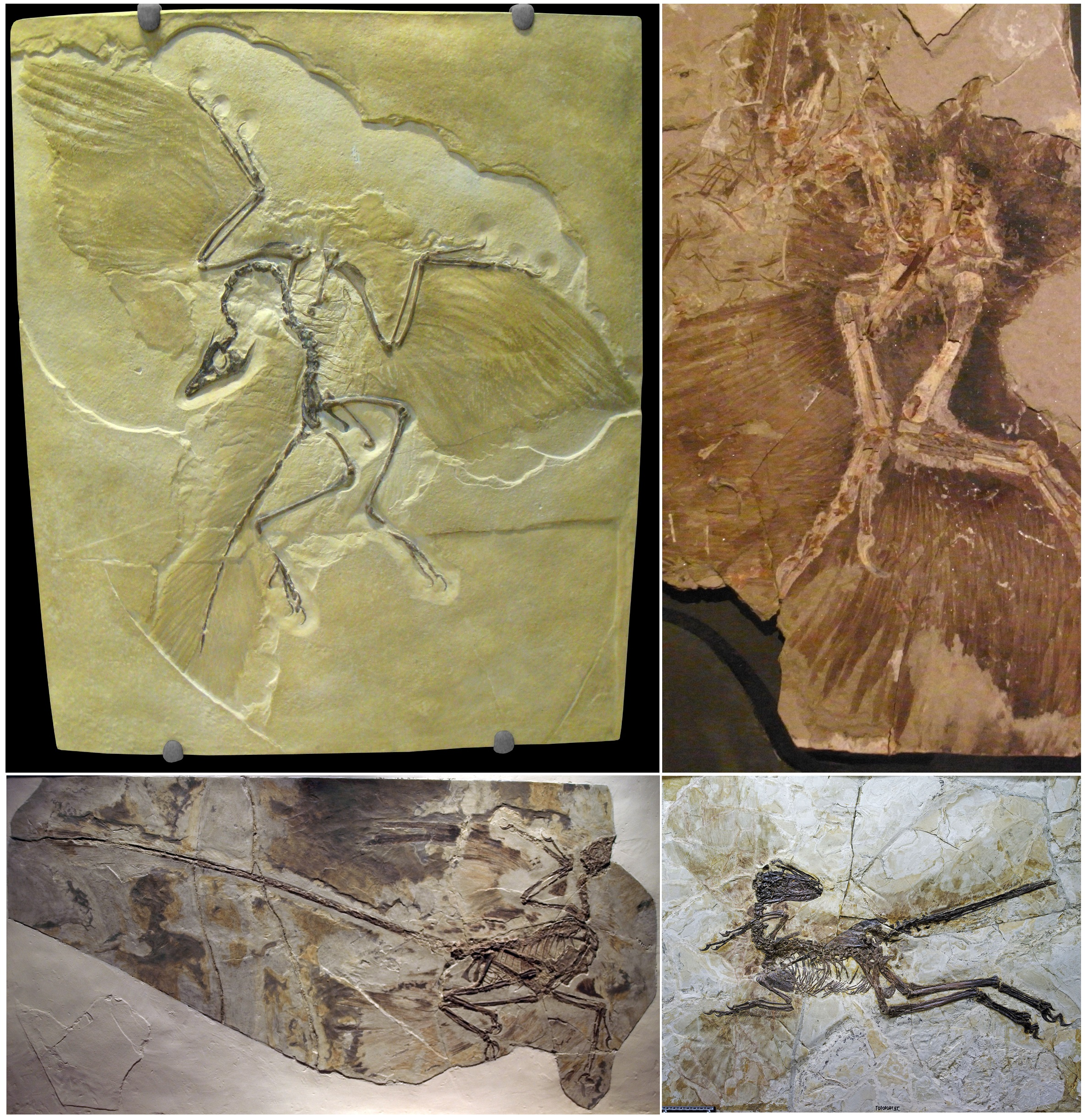
Fossili di vari dinosauri non-aviari piumati: Archaeopteryx, Anchiornis, Microraptor e Zhenyuanlong

La possibilità che i dinosauri fossero gli antenati degli uccelli fu prima proposto da Thomas Henry Huxley nel 1868. Questa teoria fu abbandonata nei primi anni del ventesimo secolo quando Gerhard Heilmann propose che fossero invece discesi da tecodonti generalizzati. Una delle prove proposte fu la supposta mancanza di clavicole nei dinosauri. Ulteriori scoperte però mostrarono che le clavicole non erano assenti nei dinosauri, e alcuni erano persino forniti di furcule (detto anche "osso dei desideri", una volta creduto esclusivo degli uccelli). La presenza di clavicole fu infatti confermata con la scoperta di Oviraptor nel 1924. Il collegamento tra gli uccelli e i dinosauri fu riavviata negli anni settanta da John Ostrom, e l'appoggio per la teoria incrementò con l'avvento dell'analisi cladistica e la scoperta di numerosi teropodi piccoli e uccelli primitivi. D'interesse particolare furono i reperti fossili di vari teropodi e uccelli primitivi scoperti nella formazione Yixian in Cina, mostranti la presenza di piumaggio. Gli uccelli condividono oltre cento tratti anatomici con i teropodi (specificamente i celurosauri maniraptoriani), che sono accettati come i parenti più stretti degli uccelli. Una minoranza di scienziati, fra di essi Allan Feduccia e Larry Martin, hanno proposto una evoluzione alternativa degli uccelli, incluso una versione modificata della teoria di Heilmann che propone che sono derivati da arcosauri primitivi, o che i teropodi maniraptoriani, sebbene fossero gli antenati degli uccelli, non fossero loro stessi dei dinosauri propriamente detti.

### Piumaggio

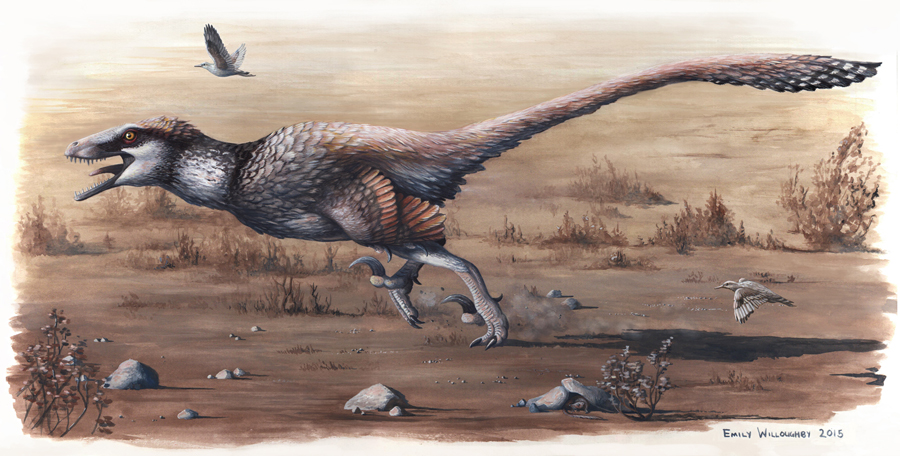
Ricostruzione di Dakotaraptor

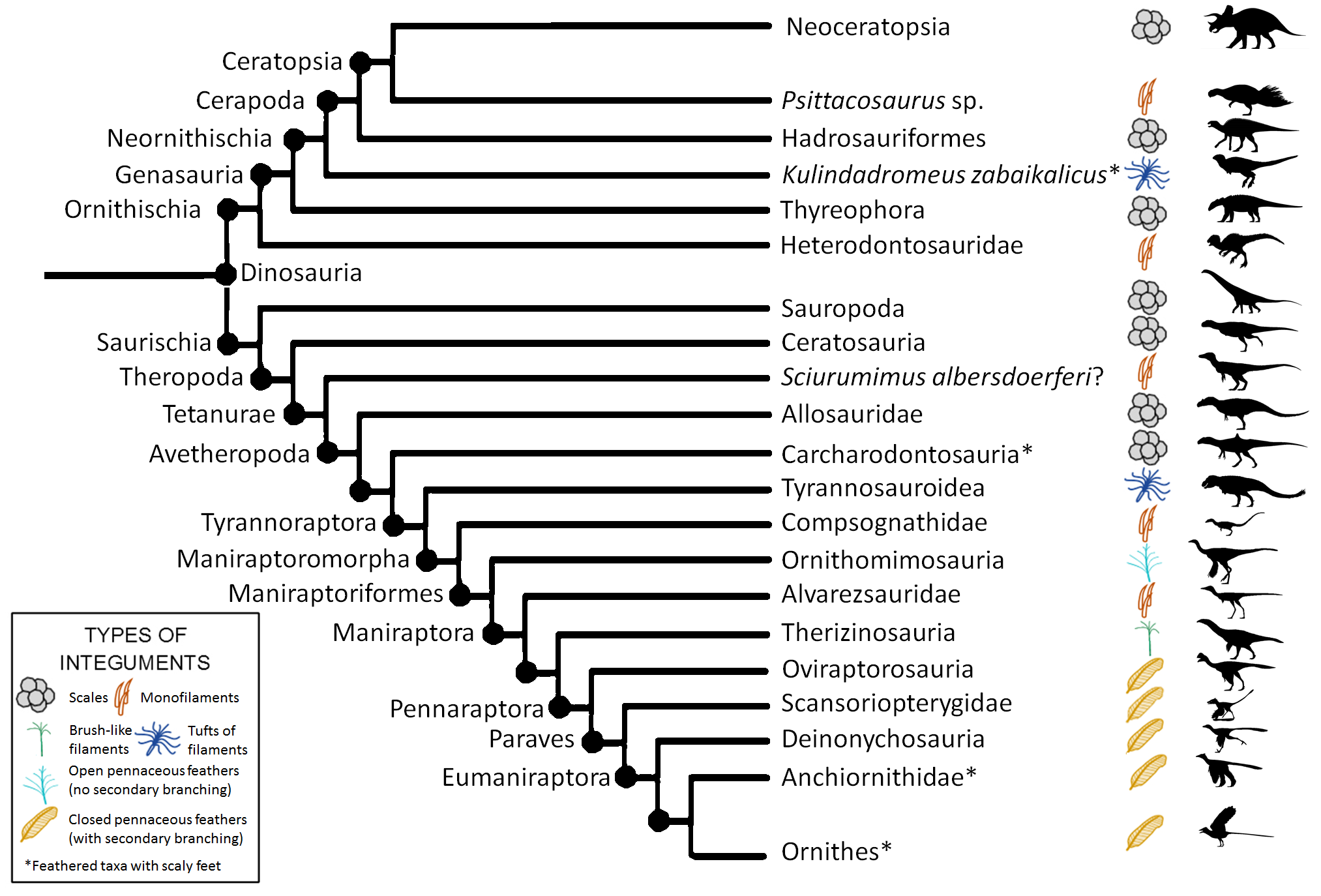
Cladogramma con la distribuzione di squame e piumaggio nei dinosauri secondo i reperti fossili.

Il piumaggio è uno dei tratti più riconoscibili degli uccelli moderni, ed era condiviso con gli altri gruppi di dinosauri. Sulla base dei reperti fossili, risulta che le piume erano presenti anche nei dinosauri più primitivi, sebbene è possibile che siano state perse selettivamente nel corso dell'evoluzione da certe specie. Reperti fossili di piume o di strutture analoghe sono stati scoperti per molti gruppi di dinosauri non-volatori, sia quelli ornitischi che saurischi. Strutture filamentose semplici simili a piume sono note negli eterodontosauridi, nei neorniti primitivi, altri teropodi, e nei ceratopsiani primitivi. Il sottogruppo teropode dei Maniraptora (che include oviraptosauri, troodontidi, dromaeosauridi e uccelli) è l'unico per cui vi siano prove di penne simili a quelle che usano gli uccelli per volare. Un tegumento simile al piumaggio chiamato "picnofibra" è stato confermato anche negli pterosauri,, suggerendo che questa caratteristica possa essere stata comune nella stirpe degli avemetatarsaliani, apparendo persino prima dei dinosauri stessi.
Archaeopteryx fu il primo dinosauro non-aviano scoperto mostrante un potenziale collegamento tra gli uccelli e i dinosauri. Viene considerato un anello mancante, siccome presenta caratteristiche di entrambi i due gruppi. Rinvenuto solo due anni dopo la pubblicazione di L'origine delle specie di Charles Darwin, la sua scoperta innescò un dibattito tra i sostenitori della biologia evolutiva e quelli del creazionismo. Questo genere di uccello primitivo è infatti così simile a un dinosauro che furono solo le piume d'un esemplare in particolare a impedire che fosse scambiato per un Compsognathus. Dagli anni Novanta in poi, ulteriori generi piumati sono stati scoperti, fornendo così più prove del collegamento tra gli uccelli e i dinosauri. La maggior parte di queste scoperte ebbero luogo nella formazione Yixian nella Cina nordorientale che, durante il Cretaceo, faceva parte d'un continente isolato.
Un esame pubblicato nel 2017 di tegumenti fossilizzati rinvenuti in resti di Tyrannosaurus, e altri tirannosauridi Albiani (Albertosaurus, Daspletosaurus, Gorgosaurus e Tarbosaurus), indica che questi grandi rettili possedevano una pelle ricoperta a scaglie sul collo, l'addome, le anche, e la coda, e che il piumaggio, se fosse stato presente, fosse limitato al dorso..
La scoperta di dinosauri piumati non è stata immune da controversie; i critici più notevoli sono stati Alan Feduccia e Theagarten Lingham-Soliar, che hanno proposto che alcune delle piume fossilizzate sono invece il risultato della decomposizione della fibra collagenosa sotto la pelle, e che i maniraptoriani pennuti non fossero dinosauri, ma casi di evoluzione convergente. Tuttavia, le loro ipotesi non sono state accettate da altri ricercatori, fino al punto di mettere sotto discussione la natura scientifica delle proposte di Feduccia.

### Scheletro
Siccome il piumaggio viene spesso associato con gli uccelli, i dinosauri piumati sono frequentemente descritti come anelli mancanti. Ci sono però persino prove scheletriche che sostengono questa teoria. Le assommiglianze scheletriche più notevoli si trovano nel collo, l'osso pubico, il polso (specificamente l'osso semilunare), il braccio e la cintura scapolare, la furcula, e la chiglia. Il collegamento fra i due viene appoggiato con il confrontare gli scheletri attraverso l'analisi cladistica.

### Tessuti molli

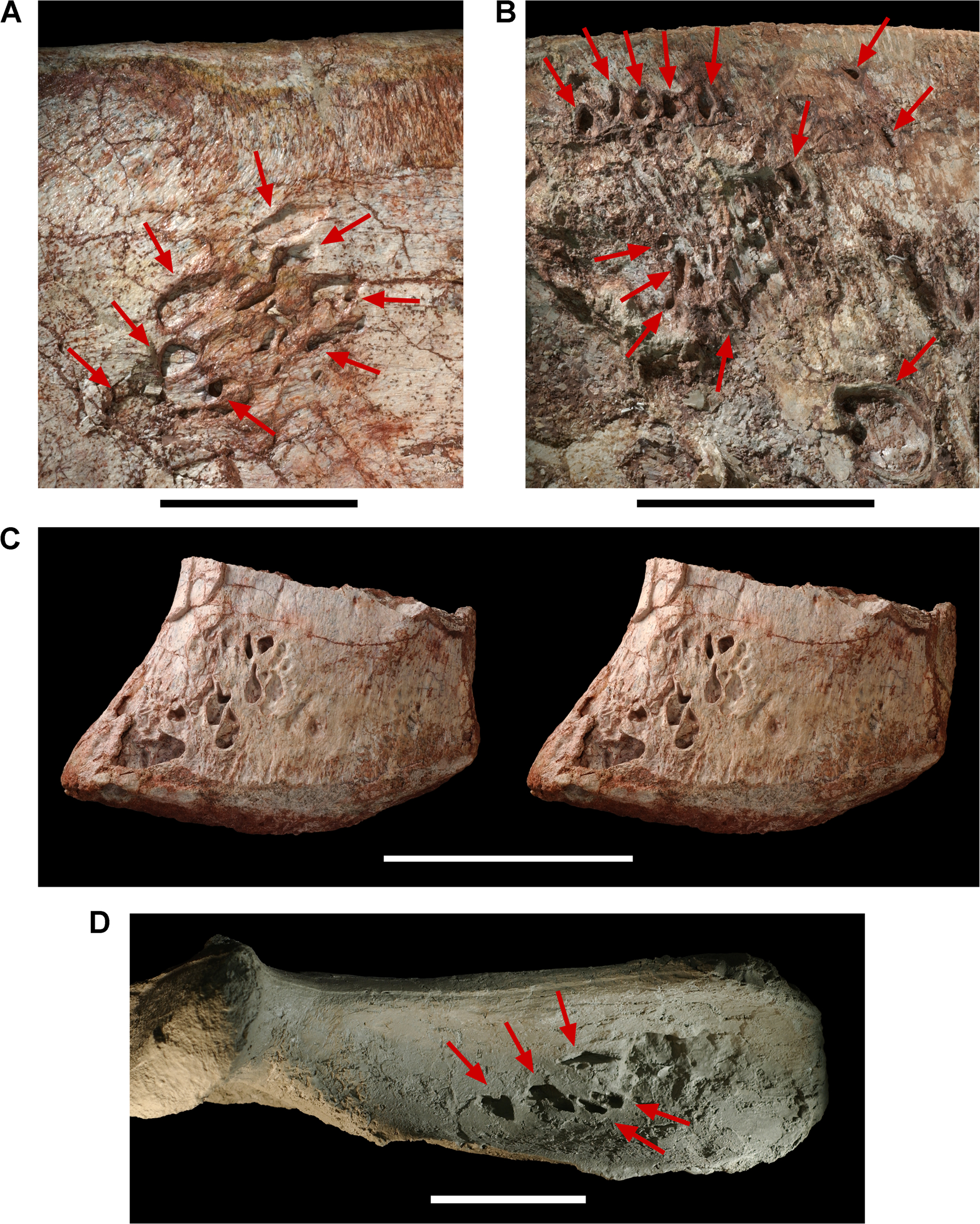
Pneumatopore sull'osso iliaco di Aerosteon

Uno studio intrapreso da Patrick O'Connor dell'Ohio University dimostrò che i grandi dinosauri carnivori erano forniti d'un complesso sistema di sacchi aeriferi simili a quelli degli uccelli odierni. Similmente agli uccelli, è probabile che i polmoni dei dinosauri teropodi pompavano l'aria in alcuni di questi sacchi distribuiti entro lo scheletro. O'Connor stesso dichiarò che "ciò che fu un tempo ritenuto d'essere esclusivo degli uccelli era presente in qualche modo nei loro antenati." Un documento pubblicato da PLoS ONE nel 2008 descrisse Aerosteon riocoloradensis, il cui scheletro fornisce le prove più avvincenti per la presenza d'un sistema respiratorio aviano nei dinosauri.

### Prove etologiche
La scoperta dei troodontidi Mei long e Sinornithoides rivelò che certi dinosauri dormivano con la testa posizionata sotto il braccio. Un tale comportamento avrebbe tenuto caldo la testa, e si trova anche negli uccelli moderni. Alcuni generi di deinonicosauri e oviraptorosauri sono stati rinvenuti fossilizzati nell'atto di accovacciare sulle uova in un modo simile agli uccelli. Fra questi dinosauri, la proporzione tra il volume delle uova e la massa corporea degli adulti indica che le uova fossero normalmente incubate dai maschi, e che i piccoli fossero molto precoci, come nel caso di molti uccelli terricoli.
Si sa che certi dinosauri depositavano sassi nel gozzo, come fanno gli uccelli moderni. Questi sassi sono inghiottiti dagli animali per facilitare la frammentazione del cibo nello stomaco. I sassi scoperti vicini ai fossili sono nominati gastroliti.

## Estinzione dei gruppi principali
La scoperta che gli uccelli sono una classe di dinosauri dimostrò che, al contrario della percezione popolare, i dinosauri in generale non sono infatti estinti. I dinosauri non-aviani però (insieme a molti gruppi di uccelli) si estinsero circa 65 milioni di anni fa. È stato proposto che siccome i mammiferi piccoli, gli squamati e gli uccelli s'impadronirono delle nicchie ecologiche adatte per animali di dimensioni ridotte, i dinosauri non-aviani non furono in grado di evolvere una fauna diversificata di specie piccole, un fatto che segnò la fine per i tetrapodi grandi durante l'evento dell'estinzione. I dinosauri non-aviani non furono le uniche vittime dell'evento; tra di esse s'includono gli ammoniti, i mosasauri, i plesiosauri, gli pterosauri e molte specie di mammiferi. Gli insetti, al contrario, non soffrirono un notevole decremento nelle loro popolazioni, così fornendo una fonte di cibo per i superstiti. Questo evento, detto estinzione di massa del Cretaceo-Paleocene, è stato studiato intensamente dagli anni settanta. I paleontologi propongono varie ipotesi connesse. Sebbene la tesi più accettata sia che fu innescata da un impatto astronomico, certi scienziati sostengono altre possibile cause o appoggiano l'idea che una confluenza di vari fattori sia stata responsabile della scomparsa improvvisa dei dinosauri.
All'apice del Mesozoico non c'erano ghiacciai continentali polari, e si stima che i mari fossero 100-250 metri più profondi. La temperatura globale era inoltre più uniforme, con una differenza di soli 25 °C tra le temperature medie polari e quelle presso l'equatore. Le temperature atmosferiche erano inoltre molto più elevate: quelle polari erano 50 °C più calde che nel ventunesimo secolo.
È ancora dibattuto quale fosse la composizione atmosferica del Mesozoico. Sebbene certi accademici teorizzino che i livelli d'ossigeno fossero più elevati, altri sostengono che gli adattamenti biologici dei dinosauri e degli uccelli indichino che i loro sistemi respiratori si siano evoluti al di là di ciò che sarebbe stato necessario se i livelli d'ossigeno fossero stati elevati. Dal tardo Cretaceo in poi l'ambiente entrò in uno stato di cambiamento drastico. L'attività vulcanica era in uno stato di decremento, il che condusse a una diminuzione dell'anidride carbonica atmosferica e a un graduale abbassamento della temperatura. Anche i livelli d'ossigeno atmosferico erano in uno stato di cambiamento, infine diminuendo considerevolmente. Certi scienziati propongono che la combinazione di cambiamento climatico e di livelli decrementati d'ossigeno avrebbe condotto all'estinzione di molte specie.

### Impatto astronomico

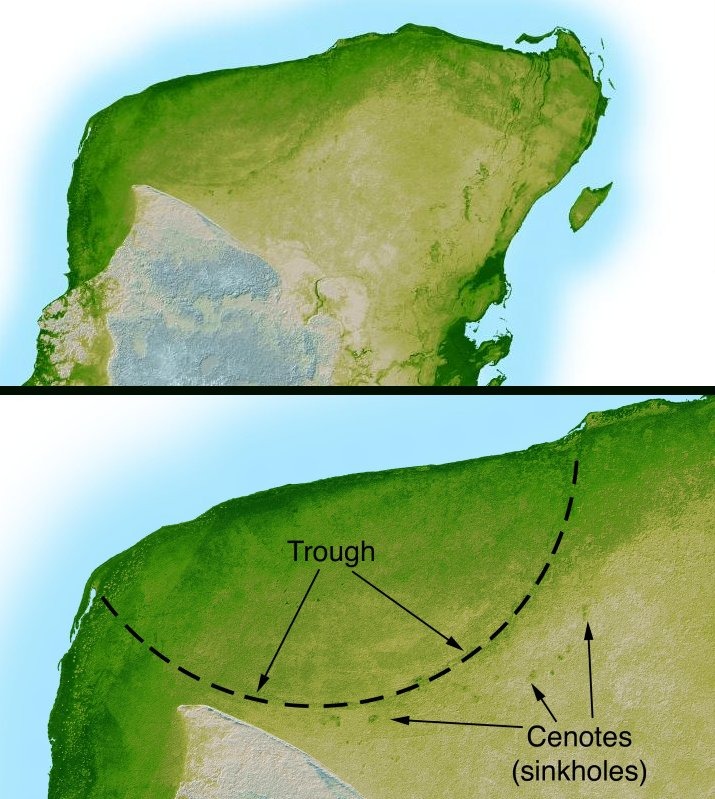
Il cratere di Chicxulub, sepolto sotto la penisola dello Yucatán.

La teoria dell'impatto astronomico, prima proposto nel 1980 da Walter Álvarez, collega l'estinzione di massa alla fine del Cretaceo all'impatto di un bolide circa 65 milioni di anni fa. Alvarez propose che un improvviso incremento globale nei livelli di iridio nello strato del periodo sia una prova diretta dell'impatto. La maggior parte delle prove indicano che un bolide largo 5-15 chilometri cadde nella vicinanza della penisola dello Yucatán nel Messico sudorientale, formando il cratere di Chicxulub e innescando l'estinzione di massa. Non si sa con certezza se i dinosauri fossero in uno stato di declino prima dell'impatto. Certi scienziati propongono che il meteorite causò un lungo ed innaturale decremento nella temperatura atmosferica globale, mentre altri sostengono che avrebbe causato un'ondata di caldo. Il consenso generale tra gli scienziati che sostengono questa teoria è che l'impatto causò l'estinzione sia direttamente (attraverso il calore generato dall'impatto) che indirettamente (attraverso un gelo globale causato da un pulviscolo sospeso nell'atmosfera che faceva da schermo alla luce e al calore del sole). Benché non si possa dedurre la velocità dell'estinzione solamente con i reperti fossili, vari modelli indicano che fosse estremamente rapido, durando ore invece che anni.

### Trappi del Deccan
Prima del 2000, l'ipotesi che i plateau basaltici dei Trappi del Deccan fossero la causa dell'estinzione fu naturalmente collegata all'idea che l'estinzione fosse stata graduale, poiché si stima che gli eventi che formarono i plateau siano iniziati circa 68 milioni di anni fa, durando circa due milioni di anni. Ci sono però prove che due terzi dei trappi si siano formati solo in un milione di anni, cioè circa 66 milioni di anni fa. Tali eruzioni avrebbero perciò causato un'estinzione rapida entro un periodo di migliaia di anni. Benché sia un periodo di tempo relativamente breve, è pur sempre più prolungato rispetto a ciò che ci si aspetterebbe da un impatto astronomico.
I trappi del Deccan avrebbero causato l'estinzione attraverso vari meccanismi, incluso lo spargimento nell'aria di polvere e di aerosol solforico, che avrebbe bloccato la luce del sole per poi impedire la fotosintesi nelle piante. In più, il vulcanismo dei trappi avrebbe causato l'emissione di anidride carbonica, che avrebbe causato un effetto serra in seguito alla dispersione nell'atmosfera di polvere e di aerosol. Prima dell'estinzione di massa, l'emissione di gas vulcanici, durante la formazione dei trappi, avrebbe causato un incremento delle temperature globali. Alcuni dati indicherebbero che l'incremento fosse stato di otto gradi durante gli ultimi cinquantamila anni prima dell'impatto di Chicxulub.
Quando la teoria dei trappi del Deccan venne collegata a un'estinzione graduale, Luis Alvarez (morto nel 1988) dichiarò che i paleontologi erano ingannati da scarsi dati. Sebbene la sua dichiarazione non fosse stata ben accolta all'epoca, ulteriori studi di reperti fossili avallarono la sua ipotesi del bolide. La maggior parte dei paleontologi, gradualmente, accettò che le estinzioni della fine del Cretaceo fossero state frutto d'un impatto astronomico. Altri, incluso Alvarez, notarono però che ci furono altri cambiamenti che precedettero l'impatto, inclusa una regressione marina e le eruzioni vulcaniche che formarono i trappi del Deccan, che potrebbero fornire ulteriori possibili cause dell'estinzione.

### Ipotesi pseudoscientifiche
Di tanto in tanto, vengono annunciate scoperte di fossili di dinosauri al di sopra del limite K-T. Nel 2001 i paleontologi Zielinski e Budahn annunciarono la scoperta d'un femore di adrosauride nel bacino di San Juan, Nuovo Messico, descrivendolo come una prova per l'esistenza di dinosauri non-aviani nel Paleocene. La formazione dove fu rinvenuto il fossile risulta essere del Paleocene, circa 64,5 milioni di anni fa. Se l'osso non fosse stato ridepositato nello strato dall'erosione, fornirebbe prove che alcuni dinosauri sarebbero sopravvissuti almeno per cinquecentomila anni nell'epoca Cenozoica. Altre presunte prove includono la scoperta di fossili nella formazione Hell Creek, circa 1,3 metri sopra il limite K-T. Simili scoperte sono state annunciate altrove, Cina inclusa. Molti scienziati però rigettano l'ipotesi di superstiti nel Paleocene, sostenendo che i reperti fossili siano stati espulsi dai loro strati originali per poi essere risepolti in sedimenti più recenti. Ulteriori studi condotti attraverso la datazione uranio-piombo sulle ossa stesse sosterrebbero una data più recente di 64,8-0,9 milioni di anni. Anche se questa datazione fosse corretta, la presenza d'una manciata di dinosauri nel Paleocene non cambierebbe la sostanza dei fatti riguardanti l'estinzione.

## Storia dello studio dei dinosauri
I fossili di dinosauri sono conosciuti da millenni, sebbene la loro vera natura non fosse riconosciuta. I cinesi, che chiamano i dinosauri kǒnglóng (恐龍, o "drago terribile"), credevano che i loro fossili appartenessero ai draghi. Il Hua Yang Guo Zhi, un libro scritto da Chang Qu durante la dinastia Jìn occidentale (265-316), descrisse la scoperta di ossa di "draghi" a Wucheng nella provincia di Sichuan. I paesani nella Cina centrale hanno da tempo usato le "ossa di drago" per motivi medicinali, una pratica che continua nel ventunesimo secolo. Nell'Europa, i fossili dei dinosauri erano generalmente considerati come i resti dei giganti e altre creature bibliche.

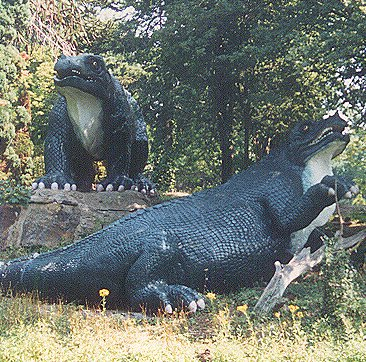
Modelli di iguanodonte ricostruiti presso il Crystal Palace nell'Ottocento, secondo le credenze dell'epoca

Descrizioni accademiche di ciò che sarebbero poi riconosciuti come resti di dinosauri apparvero per la prima volta nel tardo diciassettesimo secolo in Inghilterra. Nel 1676 fu descritto ciò che si sa fosse il femore di Megalosaurus in una cava di calcare a Cornwell, presso Chipping Norton, Oxfordshire. L'osso fu spedito a Robert Plot, professore di chimica all'università di Oxford e curatore dell'Ashmolean Museum, che lo descrisse nel suo Natural History of Oxfordshire nel 1677. Lo identificò correttamente come il femore d'un grande animale, e riconobbe che non appartenesse a una specie attuale. Concluse quindi che appartenesse a un gigante simile a quelli nominati nella Bibbia. Nel 1699 Edward Lhuyd, un amico di Isaac Newton, pubblicò il primo tratto scientifico su ciò che si sa fosse un dente di sauropode che egli nominò "Rutellum implicatum".

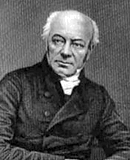
William Buckland

Tra il 1815 e 1824, il reverendo William Buckland, un professore di geologica all'università di Oxford, collezionò ulteriori fossili di Megalosaurus, e divenne la prima persona a descrivere un dinosauro in una rivista scientifica. Il secondo genere a essere descritto, Iguanodon, fu scoperto nel 1822 da Mary Ann Mantell, la moglie del geologo inglese Gideon Mantell. Egli notò delle somiglianze tra i fossili e le ossa delle iguane moderne, e pubblicò le sue scoperte nel 1825.
Lo studio di queste "grandi lucertole fossili" divenne presto oggetto d'interesse per gli scienziati europei e americani. Nel 1842 Richard Owen notò le somiglianze fra i pochi generi scoperti allora (Iguanodon, Megalosaurus e Hylaeosaurus), e decise di presentarli come un gruppo tassonomico distinto nominato "Dinosauria". Con l'appoggio di Principe Alberto di Sassonia-Coburgo-Gotha, marito della Regina Vittoria, Owen fondò il Museo di storia naturale di Londra per mettere in mostra i fossili di dinosauri allora rinvenuti.
Nel 1858 il primo dinosauro nordamericano conosciuto fu scoperto nelle fosse di marna di Haddonfield, New Jersey. La creatura venne nominata Hadrosaurus foulkii. Esso rappresentava una scoperta importante, essendo uno dei primi scheletri quasi completi e un animale chiaramente bipede. In precedenza, gli scienziati sostenevano che i dinosauri fossero quadrupedi, come le lucertole odierne. Questa scoperta innescò una vera e propria mania per i dinosauri negli Stati Uniti.

### La "guerra delle ossa" (1877 - 1897)

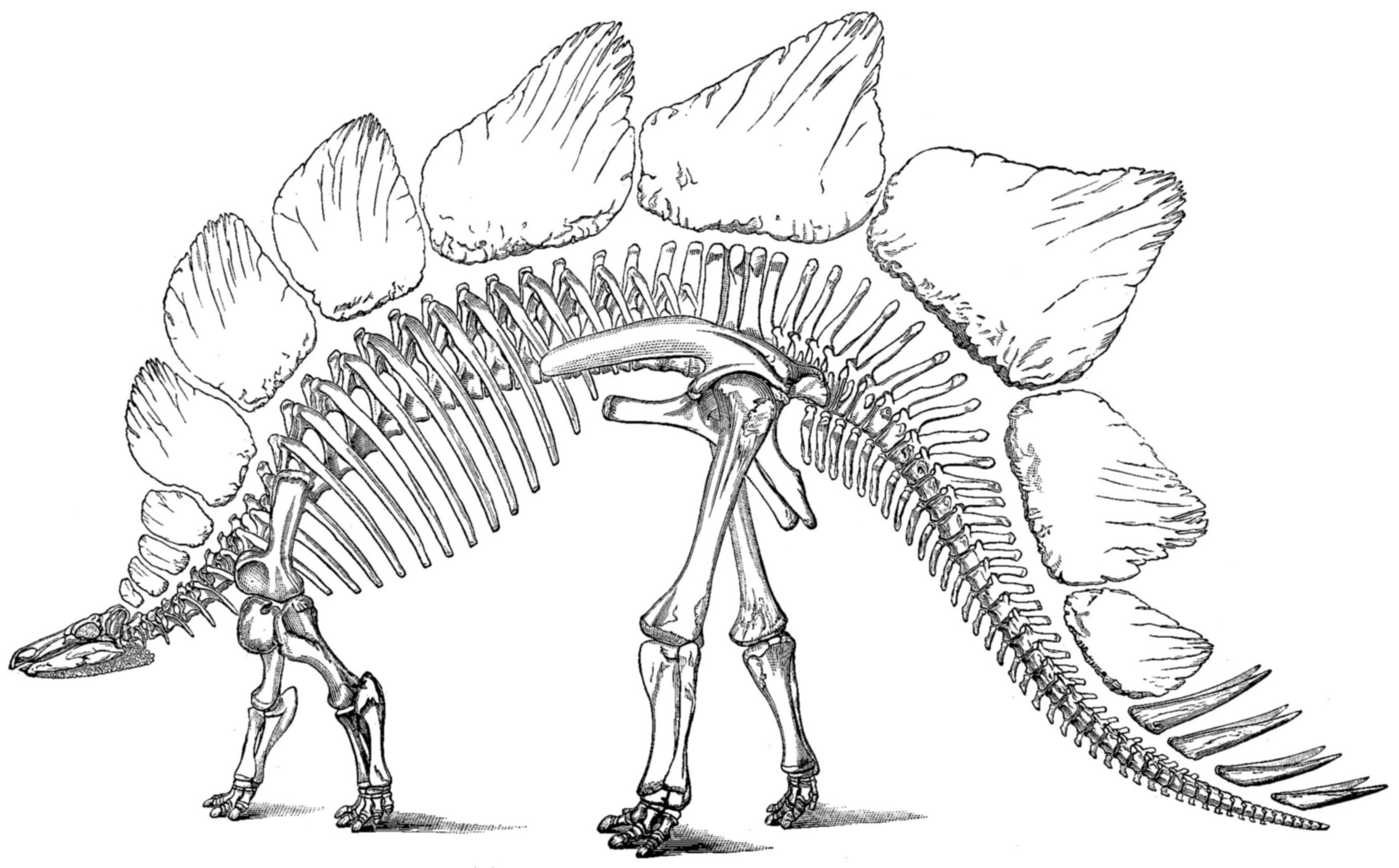
Illustrazione di Marsh (1896) di Stegosaurus, un animale che egli descrisse e nominò nel 1877.

La mania per i dinosauri fu simboleggiata dalla rivalità tra Edward Drinker Cope e Othniel Charles Marsh: entrambi cercavano di surclassare l'altro in un antagonismo poi chiamato la "guerra delle ossa". È probabile che l'antagonismo tra i due ebbe inizio quando Marsh umiliò Cope in pubblico, mostrando che la sua ricostruzione scheletrica d'un Elasmosaurus fosse erronea, avendo questi messo la testa sulla punta della coda. La lotta fra i due scienziati durò trent'anni, concludendosi nel 1897, quando Cope morì dopo aver speso tutta la sua fortuna nel ricercare dinosauri. Marsh "vinse" la guerra, indubbiamente grazie all'appoggio della United States Geological Survey. Sfortunatamente però, i metodi rozzi dei due (incluso l'uso della dinamite per dissotterrare le ossa) portarono alla perdita di molti fossili. Malgrado ciò, i loro contributi alla paleontologia furono inestimabili: Marsh scoprì ben 86 nuove specie, mentre Cope ne trovò 56, per un totale di 142 nuove specie. La collezione di Cope è conservata all'American Museum of Natural History di New York, mentre quella di Marsh si trova al Peabody Museum of Natural History dell'Università di Yale.
Dopo il 1897, la ricerca per i fossili di dinosauri si estese a tutti i continenti, incluso l'Antartide. Il primo dinosauro antartico scoperto fu l'anchilosauride Antarctopelta oliveroi, rinvenuto sull'Isola di James Ross nel 1986, sebbene non ci fu una descrizione formalmente scientifica d'un dinosauro antartico fino al 1994 con la scoperta di Cryolophosaurus ellioti.
La maggior parte delle scoperte avvengono in Sud America (specialmente in Argentina) e in Cina. I reperti fossili cinesi sono notevoli per la loro quantità di specie piumate, conservate grazie alla geologia unica della zona e al clima arido.

### Il rinascimento dei dinosauri

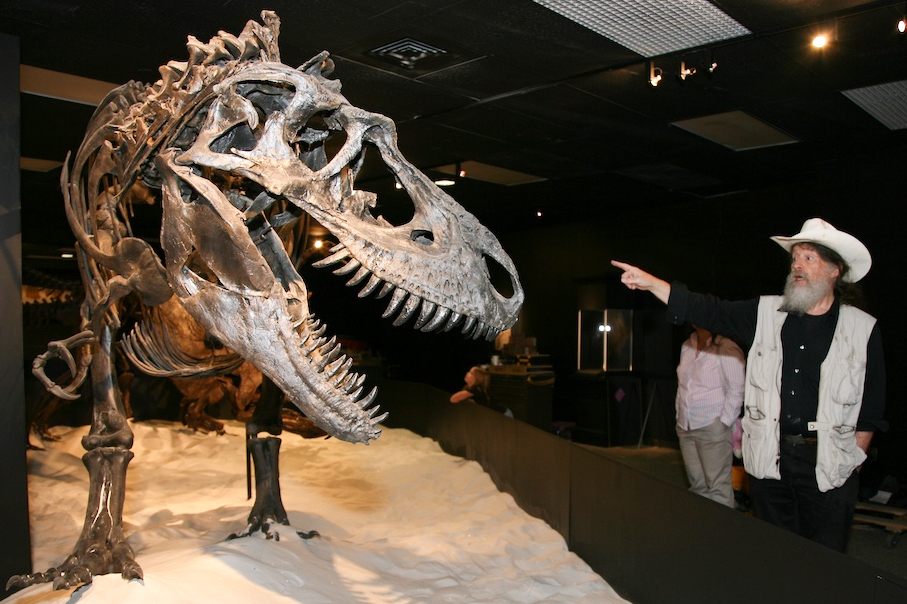
Paleontologo Robert T. Bakker insieme a una ricostruzione scheletrica di Gorgosaurus libratus.

Il campo di studio sui dinosauri conobbe un'ondata di attività che cominciò negli anni Settanta e che continua ancora nel ventunesimo secolo. Ciò ebbe inizio con la scoperta di Deinonychus da parte di John Ostrom. Deinonychus era evidentemente un animale attivo e probabilmente a sangue caldo, al contrario dello stereotipo dell'epoca che sosteneva che i dinosauri fossero creature lente e a sangue freddo. La paleontologia dei vertebrati è ormai diventato una scienza globale, con scoperte fatte in zone prima non sfruttate, incluse l'India, il Sud America, il Madagascar, l'Antartide, e la Cina. I fossili cinesi, molti di essi piumati, hanno consolidato il collegamento fra i dinosauri e i loro discendenti aviani. L'applicazione dello studio cladistico, che cerca di stabilire le parentele fra gli organismi, si è dimostrato utile nel classificare i dinosauri dal punto di vista tassonomico.

### Tessuti molli e DNA

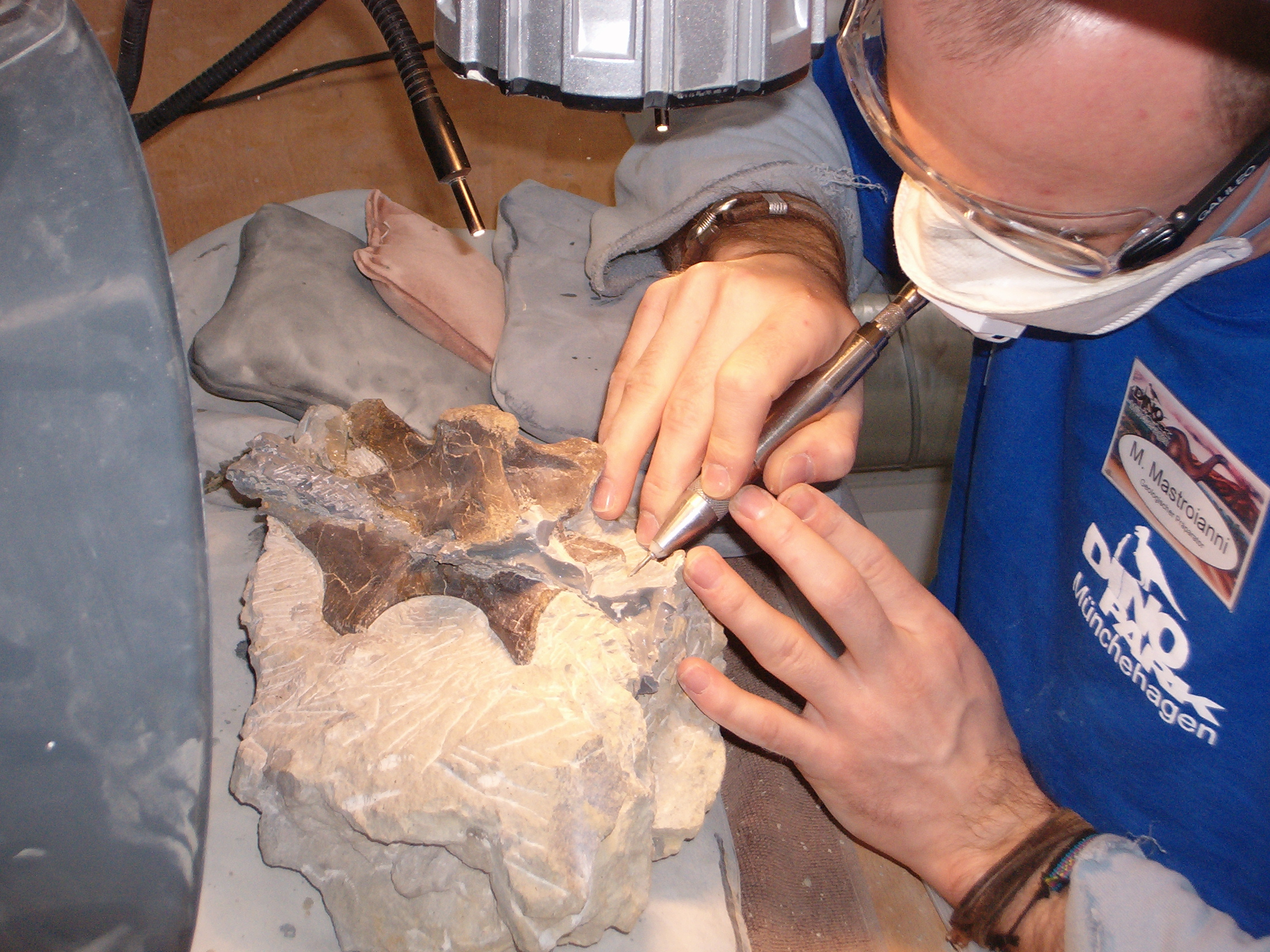
Paleontologo intento a liberare una vertebra di Europasaurus dalla matrice rocciosa che la ingloba

Uno dei migliori esempi d'impronte di tessuto molle in un fossile di dinosauro fu rinvenuto in Pietraroja, Italia. La scoperta fu pubblicata nel 1998, e descrisse un piccolo esemplare giovane del celurosauro Scipionyx samniticus, che riteneva porzioni dell'intestino, il fegato, i muscoli, e la trachea.
In un'edicola di Science del 2005, il paleontologo Mary Higby Schweitzer annunciò la scoperta di materiale flessibile simile al tessuto molle rinvenuto in un esemplare vecchio di 68 milioni di anni di Tyrannosaurus rex, scoperto nella formazione Hell Creek in Montana. Dopo settimane di trattamento per levare il contenuto minerale nella cavità midollare dell'osso, Schweitzer trovò segni d'una struttura intatta di vasi sanguinei, osteoni, e tessuto connettivo. Un esame microscopico rivelò la presenza di microstrutture persino a livello cellulare. La natura esatta e la composizione di questo materiale, e le implicazioni di questa scoperta, non sono ancora chiare.
Nel 2009 fu annunciato che la metodologia dello studio precedente fu replicata con la scoperta di tessuto molle nell'adrosauride Brachylophosaurus canadensis, scoperto nella formazione Judith River in Montana. Il tessuto fu ancora più ben preservato di quello trovato nel T. rex, e mostrava residui visibili di nuclei e possibili globuli rossi. Fra i materiali rinvenuti nell'osso fu il collagene; esso varia in accordo col DNA dell'animale che lo possiede, e in entrambi i casi (del T. rex e il B. canadensis) il collagene mostrava somiglianze con quello presente nei polli e gli struzzi.
L'estrazione di DNA antico dai fossili di dinosauri è stata annunciata due volte. Nessuno dei due annunci però fu confermato dopo ulteriori ricerche e revisione paritaria. Un peptide funzionante d'un dinosauro teorico è però stato inferito attraverso metodi di ricostruzione filogenetica sulle sequenze genetiche di varie specie odierne imparentate. In più, sono state rinvenute varie supposte proteine nei fossili, incluse le emoglobine.
I ricercatori hanno annunciato la scoperta di strutture simili alle fibre di collagene e cellule rosse conservate nei fossili di sei esemplari di dinosauri cretacei risalenti a 75 milioni di anni fa.

### Dinosauri nell'ambra

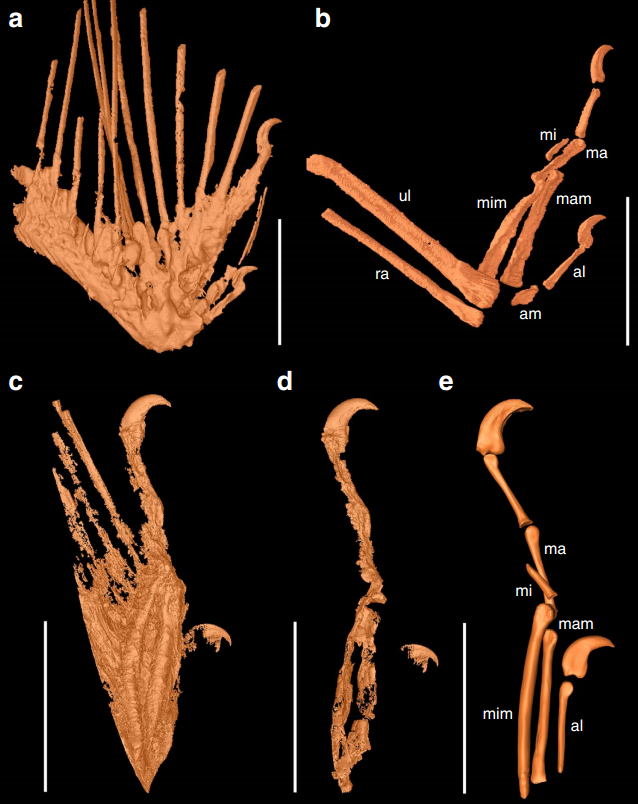
Ala mummificata di enantiornite rinvenuta dall'ambra.

L'ambra è nota per aver conservato molti piccoli animali, soprattutto artropodi. Meno noto è che occasionalmente, anche piccoli vertebrati possono essere inglobati, anche solo in parte nell'ambra: in particolare, si ha un discreto numero di anuri e lucertole, i quali forniscono una rarissima ed eccezionale documentazione della forma corporea e di dettagli anatomici delle parti molli in questi animali altresì noti solo da fossili.
Nel giugno del 2016, Xing et al. pubblicò la straordinaria scoperta di due piccoli nuclei d'ambra dal Cenomaniano della Birmania. Al loro interno vi erano i resti di due piccole ali piumate. Le piume sono conservate tridimensionalmente non come impronte, e mostrano il classico arrangiamento di primarie e secondarie. Immagini con micro-TAC mostrano che le ali includono anche resti scheletrici della mano e dell'avambraccio. La mano presenta il terzo metacarpale più lungo del secondo, il primo dito più corto del secondo metacarpale, e solo una falange nel terzo dito. Questa combinazione indica che queste ali appartengono a degli enantiornithi.
Nel dicembre dello stesso anno, Xing et al. descrivono l'incredibile ritrovamento di un frammento di coda di vertebrato, lunga alcuni centimetri, inglobata in una grossa goccia d'ambra del Cretaceo medio della Birmania. La coda conserva il tegumento, ricoperto da una fitta serie di penne dotate di rachide e barbule. La parte scheletrica della coda è troppo poco riconoscibile all'interno della massa piumosa, tuttavia, grazie a scansioni a raggi X e rimuovendo digitalmente parte del piumaggio, si identificano almeno tre vertebre, basse ed allungate, che tuttavia non danno indizi per poter classificare correttamente l'animale a cui apparteneva. Come opzione più conservativa, l'animale potrebbe essere un aviale basale di grado archaeopterygide o jeholornithide, oppure un paravano più basale. La forma affusolata delle coda esclude sia un oviraptorosauro. Il piumaggio relativamente complesso propenderebbe per escludere i non-maniraptori. Pertanto l'animale a cui appartiene tale fossile deve essere un membro non specifico di maniraptora.
Nel 2018 una scoperta finanziata in parte dal Consiglio delle spedizioni della National Geographic, ha rinvenuto un pezzo d'ambra contenente un intero pulcino di enanthiornite, risalente a 99 milioni di anni fa. Questo esemplare rappresenta il più completo fossile rinvenuto finora nelle ambre birmane. Sulla base del suo modello di muta, i ricercatori hanno potuto determinare che il pulcino aveva pochi giorni o settimane, quando venne avvolto nella resina dell'albero. Quasi la metà del corpo è conservata nel campione di tre pollici, tra cui la testa, le ali, pelle, piume e una zampa artigliata facilmente visibile ad occhio nudo. Le sue piume vanno dal bianco al marrone al grigio scuro. La struttura delle penne e la precedente scoperta di un'ala di enanthiornite ha rivelato una notevole somiglianza con le piume degli uccelli moderni, indicando che questi uccelli erano ottimi volatori, inoltre, la presenza di penne da volo in un uccello così giovane mostra che questi animali fossero autosufficienti in giovane età e che non dipendessero molto dalle cure parentali. Data la sua completezza, i ricercatori hanno nominato l'esemplare "Belone", un nome birmano per l'allodola orientale.

### Colorazione dei dinosauri
La colorazione dei dinosauri è uno dei più grandi misteri riguardanti i dinosauri. Tuttavia recenti studi e nuovi ritrovamenti, soprattutto di dinosauri piumati, sono stati in grado di fornire l'esatta colorazione di alcuni di questi animali. Tra i generi di cui si è potuta stabilire la precisa colorazione vi sono Anchiornis, Archaeopteryx, Sinosauropteryx, Confuciusornis, Microraptor, Caudipteryx, Sinornithosaurus e più recentemente di Psittacosaurus.

## Ritrovamenti in Italia
L'Italia fino a pochi anni fa è stata considerata un territorio sterile per quanto riguarda i resti di dinosauri soprattutto perché si pensava che nel Giurassico e nel Cretaceo, i periodi di maggior splendore dell'epoca dei dinosauri, la penisola fosse ricoperta totalmente dalle acque. Le prime testimonianze fossili lasciate dai dinosauri sul suolo italiano ad essere riconosciute come tali, furono delle impronte ritrovate in Veneto e in Trentino, risalenti al Triassico superiore ed al Giurassico inferiore, ovvero all'inizio dell'era Mesozoica. A questi ritrovamenti, avvenuti nel 1989 e nel 1991, ne fecero seguito altri, senza che nessun resto scheletrico venisse alla luce.

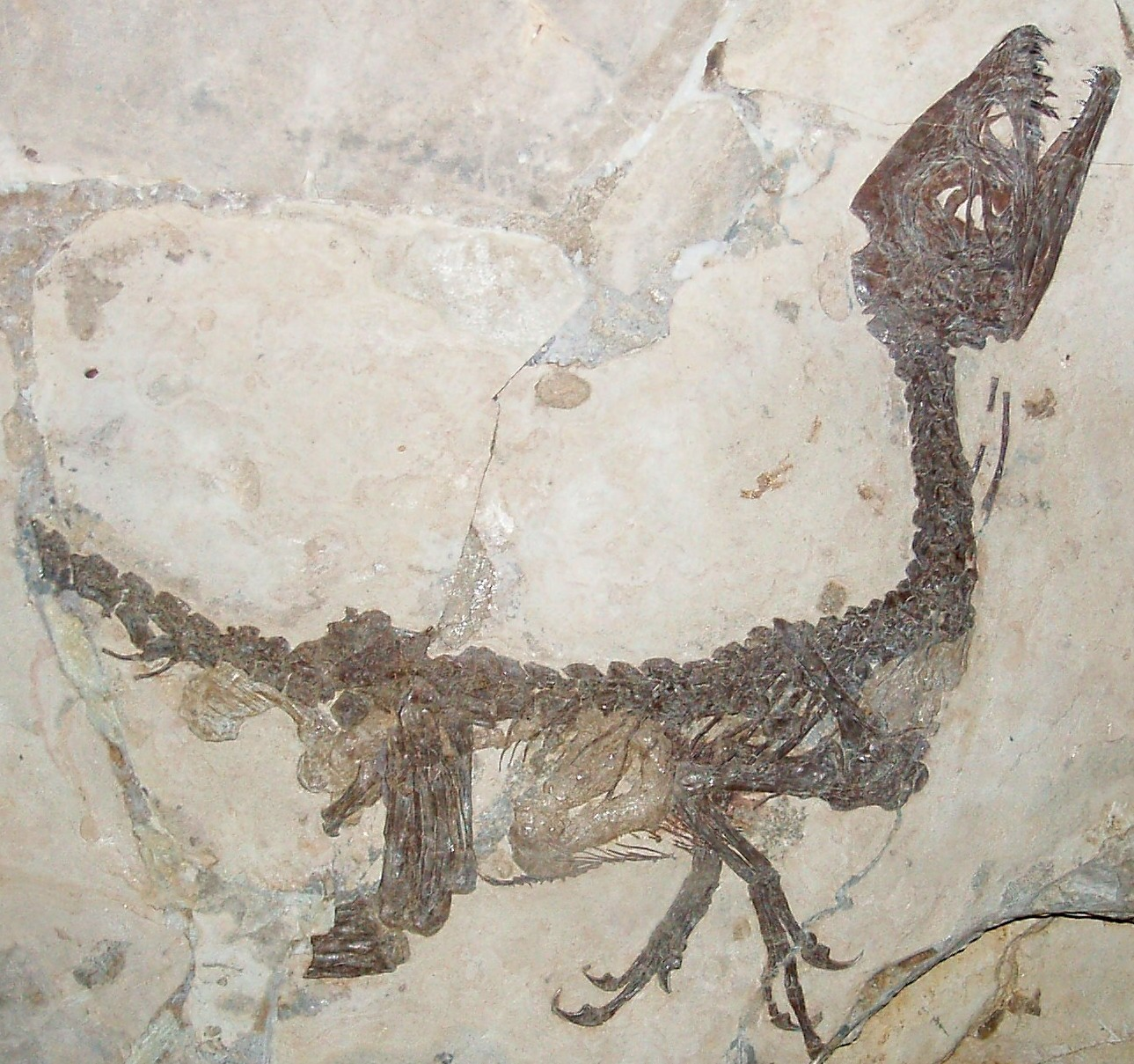
Fossile di Scipionyx samniticus

Fu quindi una sorpresa il fatto che il primo scheletro di dinosauro italiano provenisse dal Sud, per giunta dal Cretaceo inferiore. Nei pressi di Benevento, il calcare di Pietraroja è un importante giacimento di pesci fossili, noto fin dal 1798 e descritto ampiamente sul finire dell'Ottocento. La scoperta di un piccolo dinosauro carnivoro, denominato in seguito Scipionyx, colse tutti i paleontologi di sorpresa. 110 milioni di anni fa, quelle parti dell'Italia erano costituite da piccole isole, evidentemente un ambiente ideale per i piccoli predatori. L'importanza di Scipionyx è notevolissima, in quanto è un caso più unico che raro di resto di dinosauro in cui sono preservati parte degli organi interni.
In seguito sono stati scoperti altri resti fossili di dinosauri in Italia e tutti di grande importanza: nel 2000 è stata resa pubblica la scoperta, nei pressi di Varese, di un grande teropode ceratosauro, Saltriovenator, per lungo tempo conosciuto informalmente come "Saltriosauro", e risalente al Giurassico inferiore. Sempre negli stessi anni, alcuni scheletri di adrosauridi, tra cui un esemplare magnificamente conservato, sono stati rinvenuti presso Trieste: gli adrosauri in questione sono stati descritti formalmente nel 2009 con il nome di Tethyshadros insularis, e le loro caratteristiche sono assolutamente uniche. Un importante ritrovamento di un osso di dinosauro risale all'inizio del 2009 in Sicilia, nella zona di Capaci in provincia di Palermo: l'osso è la porzione di un arto di un teropode del Cretacico superiore, vecchio di quasi 100 milioni di anni, accertato grazie a un piccolo frammento staccato dal reperto che ha permesso l'esame istologico presso lo Steinmann Institute of Geology dell'Università di Bonn.

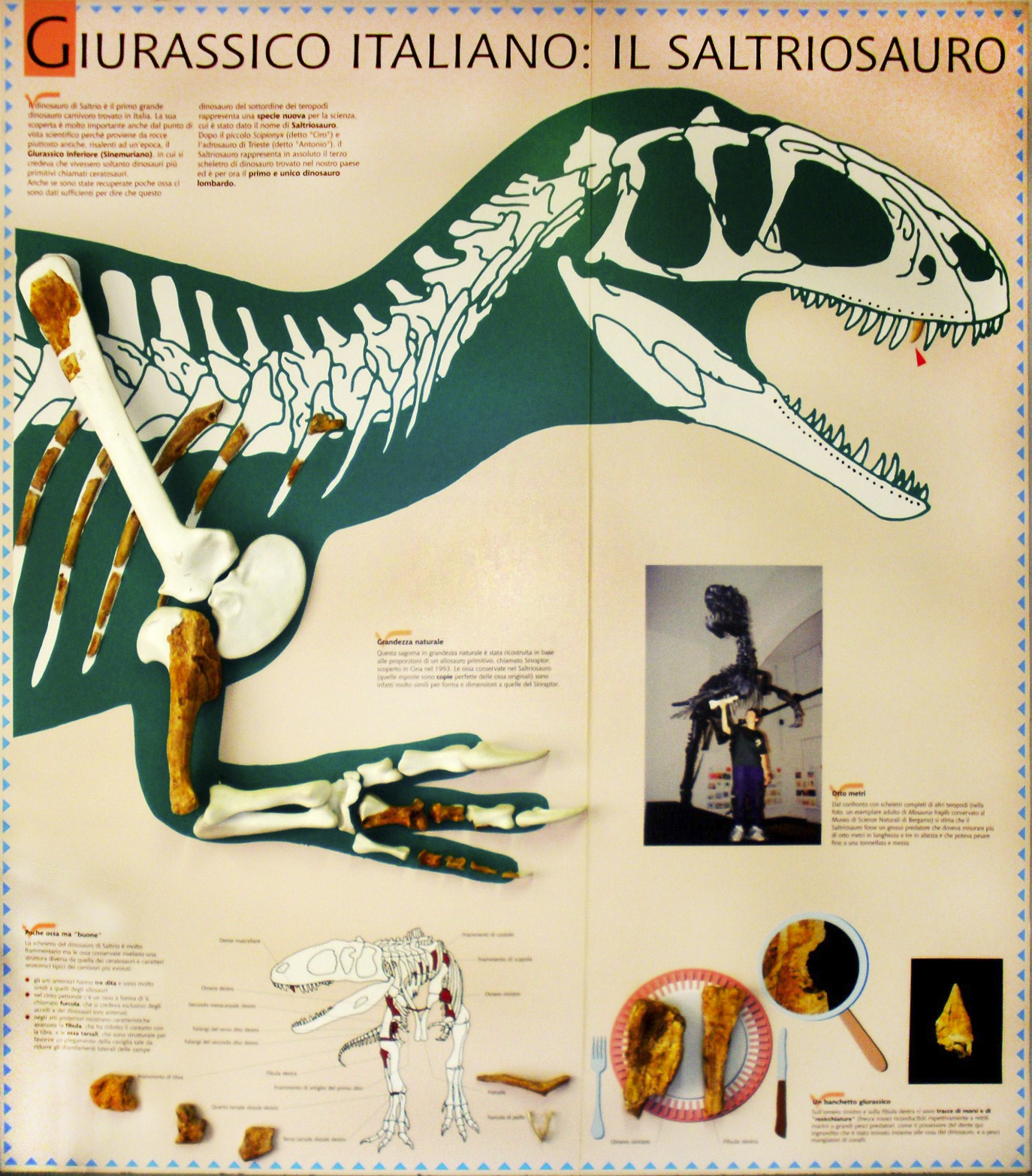
I resti del Saltriovenator, conservati al Museo dei Fossili di Besano

Oltre ai resti fossili, in Italia sono state rinvenute delle vere e proprie piste di orme di differenti dinosauri, che hanno suscitato un notevole interesse da parte degli esperti internazionali, presso Rovereto (TN), il Gargano (FG), ma soprattutto Altamura (BA), dove sono state rinvenute più di 30 000 orme.
Un ulteriore sito ad impronte è stato rinvenuto presso Sezze (Latina), nel luglio del 2003 da parte di un gruppo di studio che stava conducendo un'indagine scientifica per conto della XIII Comunità Montana dei Monti Lepini ed Ausoni, mirante a riportare alla luce resti scheletrici e potenziali superfici ad impronte di dinosauri in coincidenza dei livelli cenomaniani della successione carbonatica laziale-abruzzese. I paleontologi Daniele Raponi e Fabio Marco Dalla Vecchia ed il geologo Gaspare Morgante portarono alla luce in una cava di calcare ai piedi del comune lepino di Sezze più superfici ad impronte contenenti orme e piste di dinosauri, sauropodi e teropodi, risalenti al Cenomaniano (circa 95 milioni di anni fa). Il sito è in fase di studio da parte del Dipartimento di Scienze della Terra dell'Università La Sapienza di Roma.
Nel 2010 è stata diffusa la notizia di un presunto ritrovamento di un fossile di dinosauro all'interno di una lastra conservata nel Duomo di Vigevano, proveniente dalle cave di Arzo. Il paleontologo Andrea Tintori, autore della "scoperta", ha dichiarato che la lastra mostrerebbe un cranio di dinosauro in sezione. La notizia è stata subito ridimensionata: il presunto dinosauro altro non era che il fossile in sezione di un'ammonite, un mollusco cefalopode molto comune nei mari dell'Era Mesozoica.
Nel 2016, un team di paleontologi italiani guidati da Cristiano Dal Sasso ha pubblicato la scoperta di fossili di sauropode titanosauride, provenienti da una parete rocciosa nella località Rocca di Cave, in provincia di Roma. I blocchi estratti da Rocca di Cave, estratti nel 2008, furono notati da Gustavo Pierangelini, che segnalò la scoperta a Dal Sasso. Opportunamente preparati, rivelarono due frammenti di ossa piatte, probabilmente del bacino, ed una vertebra in ottimo stato di conservazione. Tale vertebra (una caudale anteriore) mostra una serie di caratteristiche diagnostiche peculiari di un solo clado di dinosauri: Titanosauria. Sebbene non sia possibile stabilire lo stadio di crescita dell'animale, le dimensioni della vertebra indica un sauropode di piccola taglia che non superava gli 8 metri di lunghezza. Da alcune analisi cladistiche, i parenti più prossimi di questo animale sono i sauropodi Malawisaurus, Mongolosaurus e Rapetosaurus, tutti (eccetto Mongolosaurus dall'Asia) sono originari dell'Africa, e ciò suggerisce una qualche connessione Eurasiatico-Africana che passasse per quella che è l'Italia centrale. L'età del fossile, al confine Aptiano-Albiano, è prossima a quella di Scipionyx, così come la medesima locazione geografica in Italia centrale, tra Lazio e Campania: tutto ciò potrebbe indicare la presenza di un'isola di dimensioni paragonabili all'attuale Sardegna, nella parte centrale del Cretacico.
Sempre nel 2016, i paleontologi Romano e Citton hanno analizzato morfometricamente delle impronte fossili di un teropode dal Cretacico inferiore, nell'Aptiano, del Lazio, precedentemente descritte da Citton et al. (2015) affermando che l'animale in questione possa essere un ornithomimosauro. Le impronte non formano solo una pista ma durante il suo moto il dinosauro pare essersi pure accovacciato lasciando i segni dei suoi tarsometarsi. Tuttavia, alcuni paleontologi non sono d'accordo su tale classificazione e queste impronte sono attribuite ad un teropode generico di media taglia.
Nel 2017, un gruppo di ricercatori dell'Istituto Nazionale di Geofisica e Vulcanologia (INGV) insieme a un team di icnologi dell'Università Sapienza di Roma, hanno rinvenuto quelle che è la più grande impronta di dinosauro mai rinvenuta in Italia finora. L'impronta in questione misura 135 cm di lunghezza e data la forma è da attribuirsi ad un teropode, risalente tra i 125 e i 113 milioni di anni. L'impronta è stata rinvenuta su una superficie calcarea, situata a oltre 1 900 metri di quota sul Monte Cagno, nei pressi del paese di Rocca di Cambio, in Provincia dell'Aquila. Le impronte erano già note nel 2006, ma solo nel 2015 grazie all'utilizzo di droni è stato possibile lo studio di dettaglio delle impronte della parete subverticale, riportandola in ambiente virtuale facilmente analizzabile al computer. Secondo Marco Romano, paleontologo del Museum für Naturkunde, "l'animale che ha lasciato tali impronte era un dinosauro predatore di grandi dimensioni, con una lunghezza stimabile al massimo tra i 7 e i 9 metri, che viveva su una piattaforma carbonatica caratterizzata da un ambiente molto simile a quello delle attuali Bahamas".

## Nella cultura di massa
Fin da quando i primi fossili di dinosauri sono stati riconosciuti come tali all'inizio del XIX secolo, scheletri fossili montati o repliche di questi animali sono divenuti grandi attrazioni nei musei di storia naturale in tutto il mondo e i dinosauri sono divenuti parte della cultura mondiale. La loro varietà, le grandi taglie di alcuni gruppi, e la loro natura simile a quella di mostri e draghi mitologici hanno catturato l'interesse e l'immaginazione del pubblico da oltre un secolo. Sono stati i protagonisti di libri e film di successo come Jurassic Park e le nuove scoperte sono regolarmente riportate dai media.
I dinosauri furono una forma di vita di grande successo per 150 milioni di anni; tuttavia, più del loro successo, è la loro estinzione che è entrata a far parte della cultura umana. L'epiteto di dinosauro è talvolta usato come una metafora per persone e cose che sono percepite come datate, impermeabili al cambiamento o non più in linea con il pensiero attuale, che quindi meriterebbero di essere estinte.
Ad esempio, il movimento punk descriveva i gruppi rock progressivo che li avevano preceduti come "dinosaur groups".
Talvolta i movimenti sociali decentralizzati hanno descritto i governi centrali o le grandi imprese come dinosauri.

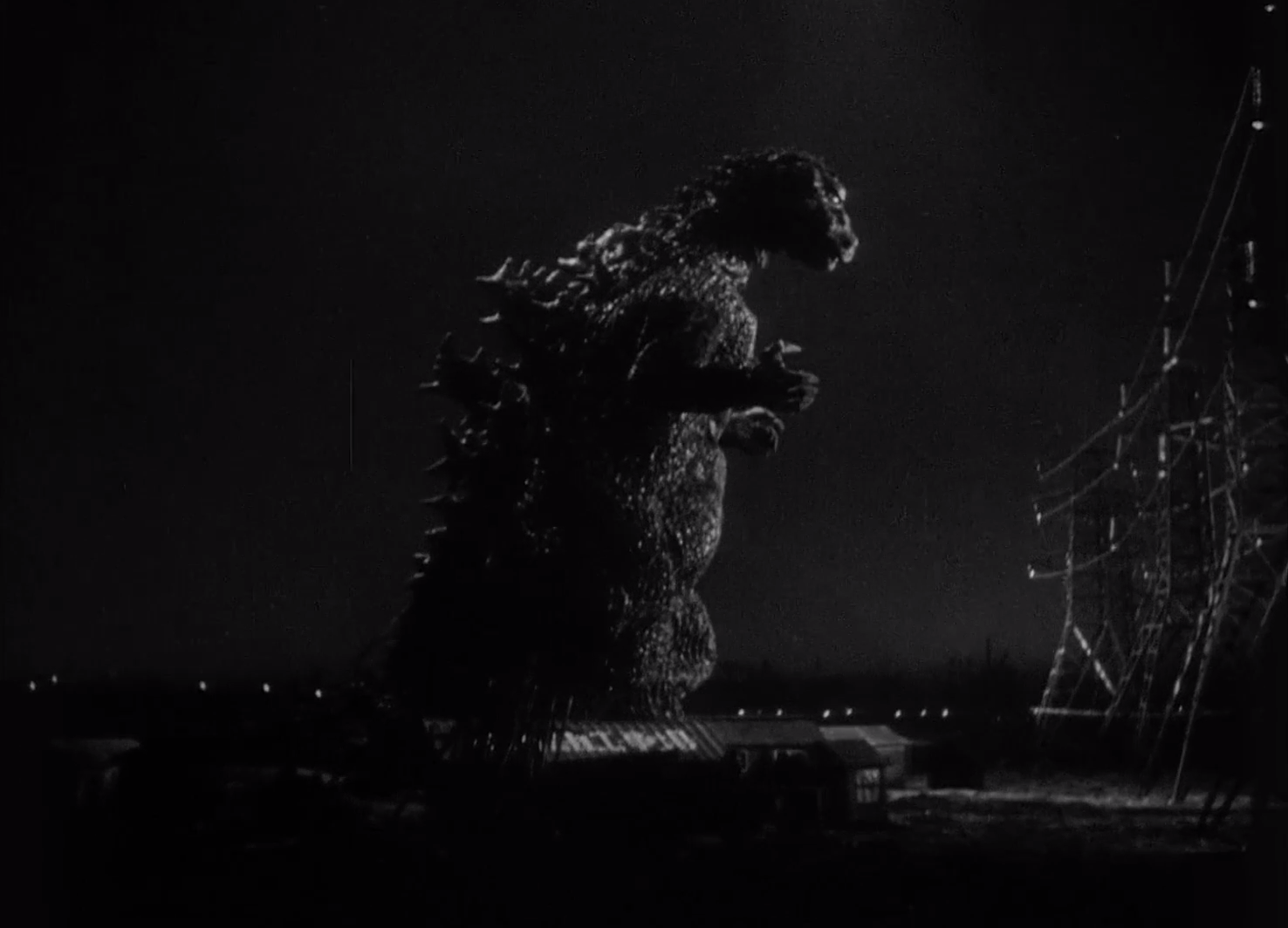
Godzilla, un mostro con aspetto di dinosauro del cinema giapponese apparso in dozzine di film.

I dinosauri hanno catturato a lungo la fantasia del pubblico e in particolare i bambini ne sono affascinati; ne è testimonianza la loro forte presenza in moltissime opere di fantasia.
Nel 1864 Jules Verne con il suo Viaggio al centro della Terra descrive un mondo sotterraneo in cui sono sopravvissuti i dinosauri. Il romanzo Il mondo perduto (1912) di Arthur Conan Doyle narra di una spedizione in un remoto altopiano in cui vengono scoperti questi animali preistorici vivi nel loro habitat; questa storia ha dato origine ad un nutrito filone narrativo e cinematografico, rinverdito dal fortunato romanzo di Michael Crichton Jurassic Park (1990), dall'omonimo film di successo diretto da Steven Spielberg e dai suoi seguiti, in cui si immaginano dinosauri ricreati grazie a tecniche di ingegneria genetica. I dinosauri in realtà divennero "star del cinema" già a partire dal 1914 con il film Gertie il dinosauro del pioniere dell'animazione Winsor McCay. Numerose pellicole, per esigenze drammatiche, utilizzano la "licenza artistica" di mostrare cavernicoli assieme a dinosauri, malgrado li separino in realtà 60 milioni di anni; alcuni esempi sono Un milione di anni fa (1966) e La vendetta di Gwangi (1969); Ray Harryhausen diede vita ai dinosauri di entrambi i film utilizzando modelli animati a passo uno.
Grazie al fascino che i dinosauri hanno sempre rappresentato per i bambini, vi sono sul tema diversi film d'animazione, tra i quali una serie di tredici lungometraggi iniziata nel 1988 con Alla ricerca della valle incantata. È rimasto famoso l'episodio del film Fantasia (1940) della Disney in cui è narrata la storia di un gruppo di dinosauri intenti a sfuggire ad un periodo di siccità in cerca di nuove terre, sulle note de La sagra della primavera di Igor' Fëdorovič Stravinskij; in una sequenza dell'episodio è anche rappresentata la terribile sfida tra un Tirannosauro e uno Stegosauro (un'incongruenza paleontologica, visto che i due animali vissero in periodi diversi).
A dinosauri ci si è ispirati per l'ideazione di personaggi di fantasia, spesso antropomorfi, utilizzati soprattutto come protagonisti di favole e spettacoli per bambini. Ad esempio il dinosauro Barney protagonista dello show televisivo americano Barney & Friends, e il personaggio dei cartoni animati Denver della serie nota in Italia col nome Ti voglio bene Denver.
I dinosauri sono entrati successivamente anche nel mondo dei videogiochi; a seguito dell'impatto cinematografico furono infatti utilizzati nelle trame di diversi giochi come Tomb Raider e nacquero anche dei giochi (principalmente d'azione) dedicati interamente al loro mondo, come la serie Dino Crisis e Turok.
I dinosauri inoltre sono sempre un popolare argomento per documentari televisivi e libri di divulgazione scientifica.

### Testi in italiano
- Hazel Richardson, Dinosauri, Dorlink Kindersley, (2004) ISBN 88-89180-32-3
- Steve Brusatte, Ascesa e caduta dei Dinosauri, UTET (2018), ISBN 978-88-511-6616-8

### Testi in inglese
- Benton, M.J., Origin and relationships of Dinosauria., in The Dinosauria, 2ª ed., Berkeley, University of California Press, 2004,  pp. 7–19, ISBN 0-520-24209-2.
- Belinda S. W. Chang, Karolina Jönsson, Manija A. Kazmi, Michael J. Donoghue and Thomas P. Sakmar. (2002). Recreating a functional ancestral archosaur visual pigment. Molecular Biology and Evolution 19 (9), 1483–1489.
- Dal Sasso C., Dinosaurs of Italy, Indiana University Press, (2005), 213 pp, ISBN 0-253-34514-6 Testo sui dinosauri italiani
- Fassett J.E., Lucas S.G., Zielinski R.A. e Budahn J.R., Compelling new evidence for Paleocene dinosaurs in the Ojo Alamo Sandstone, San Juan Basin, New Mexico and Colorado, USA (PDF), in Catastrophic events and mass extinctions, Lunar and Planetary Contribution, 2001; 1053: 45–46.
- Hai-Lin Wang, Zi-Yang Yan and Dong-Yan Jin. (1997). Reanalysis of published DNA sequence amplified from Cretaceous dinosaur egg fossil. Molecular Biology and Evolution 14 (5), 589 – 591.
- Sloan R. E., Rigby K., Van Valen L.M. e Gabriel D., Gradual dinosaur extinction and simultaneous ungulate radiation in the Hell Creek formation, in Science, 1986; 232(4750): 629–633.
- Sullivan R.M., No Paleocene dinosaurs in the San Juan Basin, New Mexico, in Geological Society of America Abstracts with Programs, 2003; 35(5): 15 pp..